# Neuville-sur-Saône
Pour les articles homonymes, voir Neuville.
Neuville-sur-Saône est une commune française, située dans la métropole de Lyon, en région Auvergne-Rhône-Alpes.
Ses habitants sont appelés les Neuvillois.

## Géographie

### Situation
Neuville est située à 15 kilomètres au nord de Lyon dans le Val de Saône, sur la rive gauche de la Saône qui détermine sa bordure ouest. Bordée à l'est par un relief pentu, un vallon permet l'accès à la côtière de la Dombes (301 mètres d'altitude). En venant du nord, Neuville forme un goulet d'étranglement entre le talus du plateau de la Dombes et les monts d'Or, fermant ainsi la plaine alluviale dans laquelle coule la Saône. C'est tout naturellement à cet endroit qu'un pont permet de franchir la rivière.

### Climat
Pour des articles plus généraux, voir Climat d'Auvergne-Rhône-Alpes et Climat du Rhône.
En 2010, le climat de la commune est de type climat océanique altéré, selon une étude du Centre national de la recherche scientifique s'appuyant sur une série de données couvrant la période 1971-2000. En 2020, Météo-France publie une typologie des climats de la France métropolitaine dans laquelle la commune est dans une zone de transition entre le climat semi-continental et le climat de montagne et est dans la région climatique  Bourgogne, vallée de la Saône, caractérisée par un bon ensoleillement (1 900 h/an), un été chaud (18,5 °C), un air sec au printemps et en été et des vents faibles. 
Pour la période 1971-2000, la température annuelle moyenne est de 11,8 °C, avec une amplitude thermique annuelle de 18,3 °C. Le cumul annuel moyen de précipitations est de 825 mm, avec 9,1 jours de précipitations en janvier et 6,4 jours en juillet. Pour la période 1991-2020, la température moyenne annuelle observée sur la station météorologique de Météo-France la plus proche, « Pommiers », sur la commune de Pommiers à 15 km à vol d'oiseau, est de 12,6 °C et le cumul annuel moyen de précipitations est de 778,0 mm,. Pour l'avenir, les paramètres climatiques de la commune estimés pour 2050 selon différents scénarios d'émission de gaz à effet de serre sont consultables sur un site dédié publié par Météo-France en novembre 2022.

## Urbanisme

### Typologie
Au 1er janvier 2024, Neuville-sur-Saône est catégorisée centre urbain intermédiaire, selon la nouvelle grille communale de densité à sept niveaux définie par l'Insee en 2022.
Elle appartient à l'unité urbaine de Lyon, une agglomération inter-départementale regroupant 123  communes, dont elle est une commune de la banlieue,,. Par ailleurs la commune fait partie de l'aire d'attraction de Lyon, dont elle est une commune de la couronne,. Cette aire, qui regroupe 397 communes, est catégorisée dans les aires de 700 000 habitants ou plus (hors Paris),.

### Occupation des sols
L'occupation des sols de la commune, telle qu'elle ressort de la base de données européenne d’occupation biophysique des sols Corine Land Cover (CLC), est marquée par l'importance des territoires artificialisés (53,7 % en 2018), en augmentation par rapport à 1990 (50,2 %). La répartition détaillée en 2018 est la suivante : 
zones urbanisées (32,9 %), terres arables (20,3 %), zones industrielles ou commerciales et réseaux de communication (13,8 %), forêts (8,6 %), zones agricoles hétérogènes (7,3 %), espaces verts artificialisés, non agricoles (7,1 %), prairies (5,1 %), eaux continentales (5 %). L'évolution de l’occupation des sols de la commune et de ses infrastructures peut être observée sur les différentes représentations cartographiques du territoire : la carte de Cassini (XVIIIe siècle), la carte d'état-major (1820-1866) et les cartes ou photos aériennes de l'IGN pour la période actuelle (1950 à aujourd'hui).

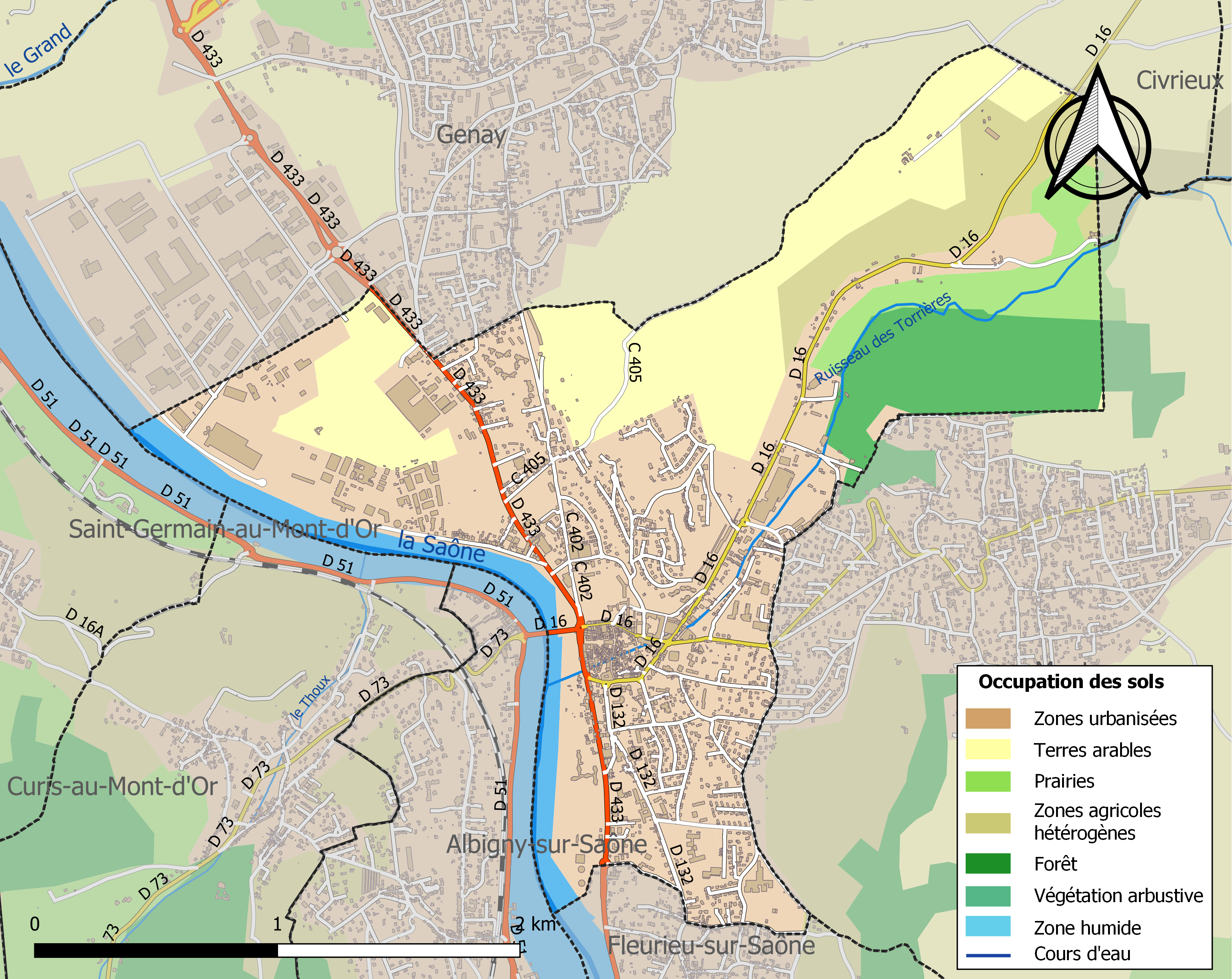
Carte des infrastructures et de l'occupation des sols de la commune en 2018 (CLC).

### Voies de communication et transports
Neuville-sur-Saône est principalement reliée à Lyon par la route du bord de Saône (D433), qui entre à Lyon par le quartier de Serin où elle croise la route nationale 6 à l'entrée du tunnel sous la Croix-Rousse. Au trafic local se surimpose un trafic important entre Lyon et le sud-Beaujolais, qui traverse la Saône à Neuville, causant de sérieux encombrements. La D51, sur la rive droite, et l'autoroute A46, qui passe légèrement au nord de la commune, délestent en partie le fort trafic de cet axe.
Les transports en commun desservent abondamment la commune : lignes TCL no 40 vers Lyon-Bellecour (correspondance avec le métro), 43 vers Genay et le pôle multimodal de Lyon-Vaise (correspondances avec le train et le métro), 70 vers la Part-Dieu (correspondances avec le train, le métro et le tramway), 84 vers Lyon-Vaise par Poleymieux-au-Mont-d'Or, 96 vers Quincieux via la gare de Saint-Germain-au-Mont-d'Or, 97 vers Montanay, S14 desservant en semaine les quartiers périphériques de la commune; et la ligne A84 du réseau Cars Région Ain vers Trévoux,.
La ligne de Paris-Lyon à Marseille-Saint-Charles passe par la gare d'Albigny-Neuville, située dans le hameau de Villevert, sur la rive droite de la Saône, à 500 mètres du pont de Neuville. La gare est desservie par des TER Auvergne-Rhône-Alpes (relations n°24 : Vienne - Lyon - Villefranche-sur-Saône - Mâcon et n°06 : Lyon - Roanne) qui rejoignent en moins de 20 minutes les gares de Lyon-Vaise, de Lyon-Perrache et de Lyon-Jean Macé pour la première relation, ainsi qu'en moins de 15 minutes la gare de Lyon-Part-Dieu pour la seconde. Les horaires sont cadencés sur la fréquence moyenne, en semaine, d'un train par heure en heures creuses et jusqu'à trois trains par heure en période de pointe.
L'ancienne gare de Neuville, d'où partaient les trains vers la Croix-Rousse, est fermée au trafic voyageurs depuis 1953 et au fret depuis 2011.

## Toponymie
Septime Sévère, après avoir vaincu Clodius Albinus lors de la bataille de Lugdunum en l'an 197, aurait installé ici des soldats originaires de Viminacium, ce qui a pu inspirer le nom du village qui deviendra Vimy. Il y a eu les deux orthographes : Vimies et Vimy.
La ville est connue sous le nom de Vimy dès l'année 971. Elle change pour Neufville-l'Archevèque en 1666, en l'honneur de Camille de Neufville de Villeroy. À la Révolution, elle s'appelle temporairement Marat-sur-Saône avant de prendre le nom de Neuville-sur-Saône.

## Histoire
Il paraît certain que l'emplacement actuel de Neuville était habité dans les temps préhistoriques. La preuve nous en est donnée par les haches en pierre polie qui furent trouvées dans les terres neuvilloises ; ainsi que par les huit pendants en os de l'époque néolithique d'un collier trouvé dans un pouding calcaire en 1871 par un garçon de 15 ans près du pont de Neuville.
Il existait à Neuville un groupement de Gaulois. Il est probable que ces habitants appartenaient à l'importante tribu des Ségusiaves, composée d'agriculteurs qui occupèrent le pays et furent romanisés après la conquête romaine. La preuve d'une présence gauloise est apportée par la découverte en juillet 1963 d'un cimetière lors des fouilles exécutées pour la construction d'un lotissement au Monteiller. Ce cimetière se compose de nombreuses tombes parallèles ; les corps y sont disposés face à l'ouest et placés dans une sorte de cercueil en pierres plates recouvert d'une pierre plate sans sculpture.
Des pièces à l'effigie de Marc Aurèle et Commode ont été trouvées à la Tatière, ce qui permet d'affirmer que le lieu a continué d'être habité à l'époque gallo-romaine vers l'an 200.
Dévasté par un incendie, le village aurait été reconstruit en l'an 280 par l'empereur Probus.
La décadence de l'empire romain et l'affaiblissement de sa puissance qui en découla permirent aux Burgondes de s'installer à l'Ouest du Rhin. En 443, le patrice Aetius leur a permis de s'établir dans la Sapaudia, future Savoie, entre Genève et Grenoble. Peu à peu, sans violence, se faisant octroyer une partie des terres par les autochtones, ils élargissent leur domaine à toute la vallée de la Saône. La petite ville devint un fief burgonde.
En 534, le royaume burgonde est partagé entre les fils de Clovis, puis intégré au Royaume mérovingien en 679, rattaché à la Francie médiane en 843, au royaume d'Arles en 933. « Sans roi, sans duc et sans prince », selon la formule de Pierre le Vénérable, abbé de Cluny, le Lyonnais fut l'objet de luttes incessantes entre les archevêques et comtes de Lyon, les sires de Beaujeu et les comtes du Forez), jusqu'à l'annexion finale par le roi de France en 1320 (traité de Vienne). Après la Paix d'Arras (1435), des troubles persistèrent. Le village fut rasé en 1443 par des Écorcheurs. Charles VII rétablit l'ordre.
Le village est alors nommé Vimy. Le toponyme est attesté sous la forme latine Vismiacum dans la charte de Conrad le Pacifique confirmant les possessions de l'abbé Heldebert en 971. Le nom de domaine gallo-romain en -i-acum est précédé d'un nom de personne indéterminé. L'homonymie est sans doute fortuite avec Vimy et Wimy.
Le petit bourg fortifié prit de l'importance en 1630 lorsque Camille de Neufville de Villeroy, archevêque de Lyon, y acheta la propriété d'Ombreval, dont il fit une somptueuse résidence (château, pavillon de chasse, nymphée, etc.). Il y fit aussi construire, sur ses propres deniers, une église qui est l'église paroissiale actuelle. En 1665, Vimy fut promu capitale de la province de Franc-Lyonnais, et l'année suivante, fut érigée en marquisat sous le nom de Neuville. Après la mort de son bienfaiteur, la paroisse de Vimy se rebaptisa Neuville-l'Archevêque.

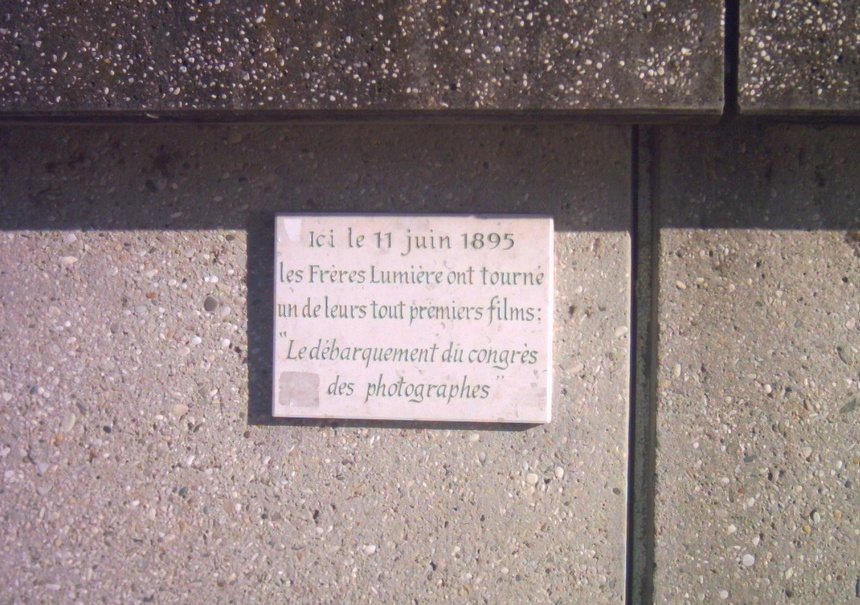
La plaque commémorative sur le quai de Saône.

Au XVIIIe siècle, le développement économique de la région lyonnaise permit à Neuville de devenir un centre d'industrie textile, et d'augmenter considérablement sa population. Les drapiers Claude et Joseph Verdun y établissent une manufacture de laine, reprise en 1727 par P. Agniel qui y produit des ratines et des droguets « façon de Hollande et d'Angleterre ». En 1790, lors de la constitution du département de Rhône-et-Loire, Neuville comptait 1 600 habitants, dont 114 ayant droit de vote pour l'élection de la municipalité.

### Révolution et Empire
Durant la Révolution française, la commune, alors nommée Neuville ou Neuville-en-Lyonnais, doit changer de nom : c'est d'abord Neuville-sur-Saône puis Marat-sur-Saône vers le 20 nivôse de l'an II (9 janvier 1794). Vers le début du mois de pluviôse de l'an III (20 janvier 1795), la commune reprend le nom de Neuville-sur-Saône qu'elle conserve jusqu'à aujourd'hui,.
|  |  |

### Histoire contemporaine
En juin 1895, la ville voisine de Lyon accueille le congrès de l’Union des Sociétés photographiques. Le 11 juin, Louis Lumière filme les congressistes descendant de bateau à Neuville-sur-Saône. 24 heures plus tard, le film nommé Arrivée des congressistes à Neuville-sur-Saône est projeté dans les Salons Monnier (place Bellecour) devant une assemblée ébahie. C'est le tout premier documentaire d'actualité de l'histoire du cinéma.
Le 12 juin 1944, à Neuville-sur-Saône, Montée du Parc, les Allemands exécutent vingt-trois prisonniers de la Prison Montluc. Il y eut un rescapé.
Le Grand Lyon disparaît le 1er janvier 2015, et laisse place à la collectivité territoriale de la métropole de Lyon. La commune quitte ainsi le département du Rhône.
Le 31 mars 2018, un accident de manège survient sur une fête foraine de la commune, faisant un mort.

## Politique et administration

### Liste des maires
Au 1er janvier 2012, la commune obtient le label Marianne pour l'accueil des administrés.

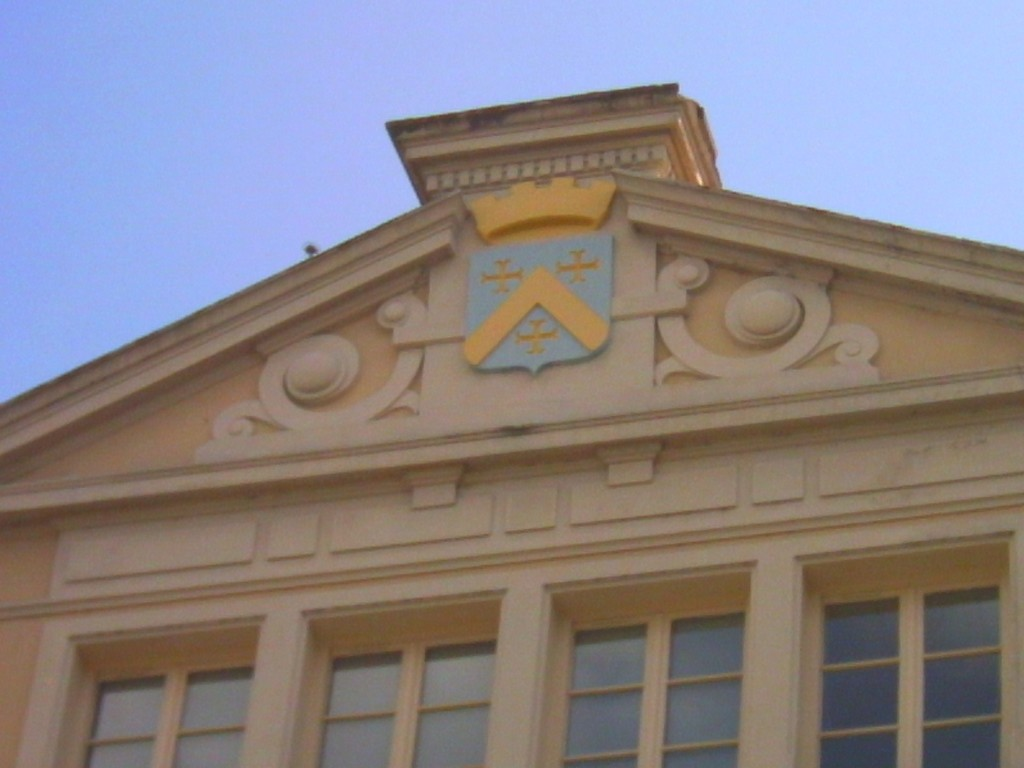
Le blason de Camille de Neufville sur le château d'Ombreval, aujourd'hui mairie de Neuville-sur-Saône.

### Jumelages
Neuville-sur-Saône est jumelée avec :
- Alpirsbach (Allemagne) depuis 1973 et
- Cabeceiras de Basto (Portugal) depuis 1995[31].

## Population et société

### Démographie
L'évolution du nombre d'habitants est connue à travers les recensements de la population effectués dans la commune depuis 1793. Pour les communes de moins de 10 000 habitants, une enquête de recensement portant sur toute la population est réalisée tous les cinq ans, les populations de référence des années intermédiaires étant quant à elles estimées par interpolation ou extrapolation. Pour la commune, le premier recensement exhaustif entrant dans le cadre du nouveau dispositif a été réalisé en 2006.

En 2022, la commune comptait 7 807 habitants, en évolution de +5 % par rapport à 2016 (Rhône : +3,93 %, France hors Mayotte : +2,11 %).
| 1793  | 1800  | 1806  | 1821  | 1831  | 1836  | 1841  | 1846  | 1851  |
| ----- | ----- | ----- | ----- | ----- | ----- | ----- | ----- | ----- |
| 1 732 | 1 752 | 1 590 | 1 816 | 1 476 | 1 605 | 1 741 | 1 823 | 2 194 |

| 1856  | 1861  | 1866  | 1872  | 1876  | 1881  | 1886  | 1891  | 1896  |
| ----- | ----- | ----- | ----- | ----- | ----- | ----- | ----- | ----- |
| 2 126 | 2 439 | 2 679 | 2 936 | 3 414 | 3 116 | 3 250 | 3 239 | 3 214 |

| 1901  | 1906  | 1911  | 1921  | 1926  | 1931  | 1936  | 1946  | 1954  |
| ----- | ----- | ----- | ----- | ----- | ----- | ----- | ----- | ----- |
| 3 257 | 2 906 | 2 935 | 2 923 | 3 022 | 3 398 | 3 372 | 3 589 | 3 991 |

| 1962  | 1968  | 1975  | 1982  | 1990  | 1999  | 2006  | 2011  | 2016  |
| ----- | ----- | ----- | ----- | ----- | ----- | ----- | ----- | ----- |
| 4 703 | 5 413 | 5 663 | 6 982 | 6 762 | 7 062 | 7 093 | 7 232 | 7 435 |

| 2021  | 2022  | - | - | - | - | - | - | - |
| ----- | ----- | - | - | - | - | - | - | - |
| 7 721 | 7 807 | - | - | - | - | - | - | - |

### Médias
En 2014, la commune de Neuville-sur-Saône a été récompensée par le label « Ville Internet @@ ».

## Économie
La position géographique et l'importance historique de Neuville-sur-Saône en ont fait le centre économique de la banlieue nord de Lyon.
Au XVe siècle, la navigation sur la Saône était importante, et le port de Neuville constituait une étape à la sortie de Lyon. Du XVIIe au XIXe siècle, les « coches d'eau » reliant Lyon à Chalon y faisaient étape. Avant l'introduction de la vapeur en 1827, les bateaux remontant la Saône devaient être halés par des hommes ou des chevaux. Le chemin de halage est encore présent sur la rive gauche entre Neuville et Trévoux.
En 1832 un pont suspendu type Seguin, technique toute récente, relia Neuville à la rive droite de la Saône (Monts d'Or, Azergues, Beaujolais). Il fut révisé et rehaussé en 1851. Ce pont, d'abord privé, était à péage. La municipalité de Jean Christophe le racheta et supprima le péage en 1886. On l'aperçoit dans l'un des premiers films des Frères Lumière : Arrivée des congressistes à Neuville-sur-Saône, tourné en 1895. En 1934 il fut remplacé par l'actuel pont en béton armé.

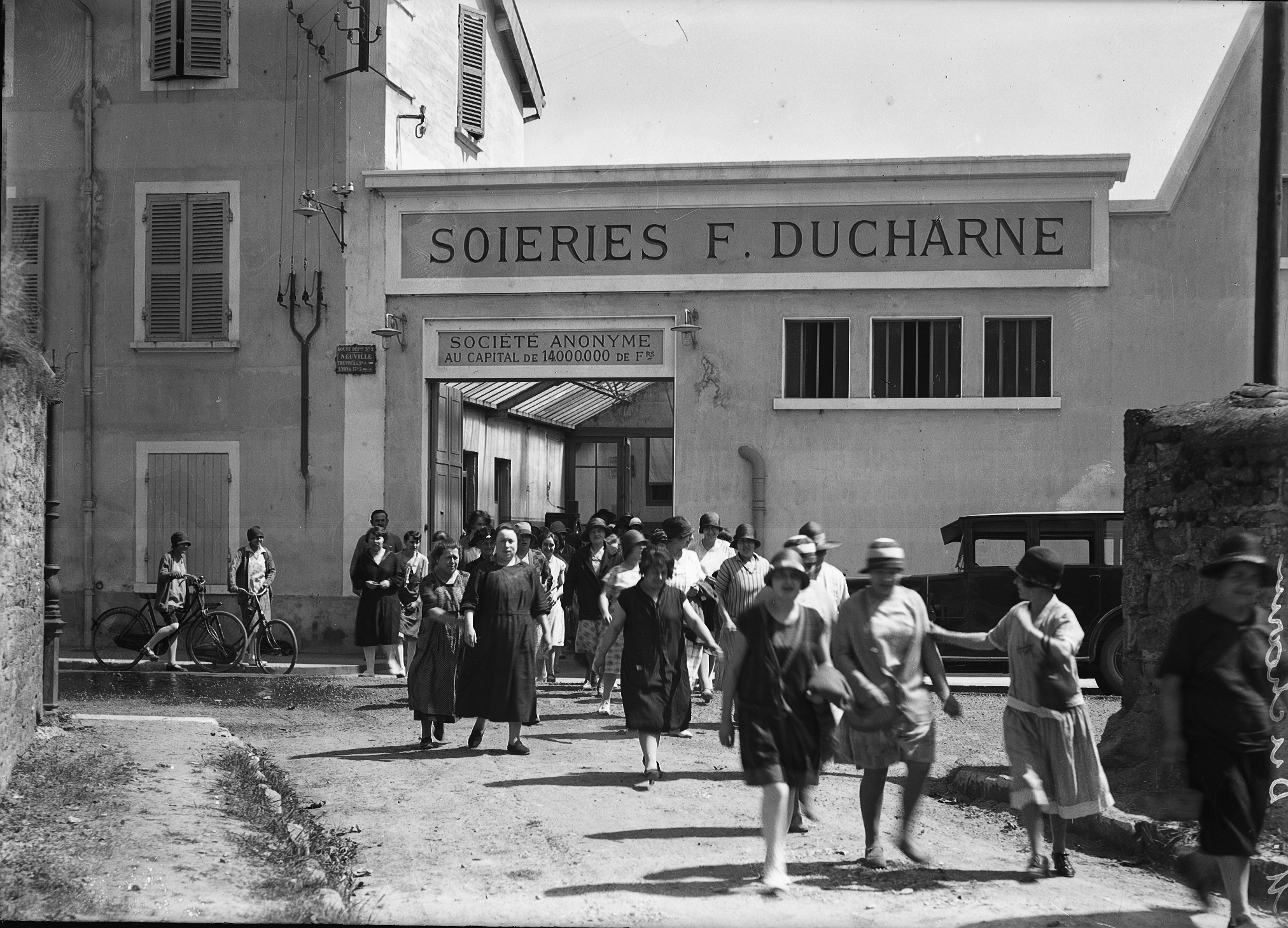
La sortie des ouvrières des soieries Ducharne en 1930.

Ce pont contribuant à l'accessibilité de la ville, favorisant la tenue de foires et de salons. Ainsi, s'y tinrent à partir du début du XIXe siècle jusqu'à 9 foires annuelles. La « Foire aux échelles » fut celle qui perdura le plus longtemps. Cette tendance évolua vers d'autres branches pendant un temps s'y tenait trimestriellement le marché international de la moto dont la réputation rassemblait quelques milliers d'amateurs de véhicules à deux roues (elle se déroule à Mâcon depuis le début des années 2000). Désormais seule la foire du 1er mai perdure mais est davantage un marché et une vogue qu'une foire.
L'industrie textile et de la teinturerie vont se développer dans la région. En 1419, le futur Charles VII, favorise le développement des foires de Lyon, dont il veut faire la place d’échanges commerciaux au sein de son futur royaume. En 1466, alors que la soie française est essentiellement fabriquée en Provence, Louis XI relocalise la production à Lyon, en raison de sa position sur la route commerciale vers l’Italie, principal fournisseur de vers à soie à cette époque. Enfin, en 1536, François Ier accorde à la ville de Lyon le monopole de la fabricationet du commerce de la soie qui atteindra son apogée sous Louis XV. A la fin du XVIIIe, alors que Lyon se concentre sur le traitement des fils de soie, se developpe à Neuville-sur-Saone une partie de la production mais surtout une activité remarquable dans le domaine de la teinture. Les teinturiers deviennent des industriels de la chimie. Leurs noms sont liés aux découvertes des colorants naturels puis synthetiques et des charges pour la soie et leurs usines resteront longtemps prospères.
En 1815, Jean Aimé Marnas obtient la « pourpre française » par un traitement acide, qui connaîtra un franc succès. À partir de 1847 un colorant jaune sort des ateliers de Nicolas Guinon pour teindre la laine et la soie. Il est obtenu à partir de l'acide picrique découvert en 1788, dont un chimiste nommé Laurent, venait en 1841 de mettre au point la fabrication industrielle grâce au phénol extrait des huiles de houille. La famille Guinon, associée à celle de Marnas et Bonnet en gardera longtemps le monopole l'azuline, dont la fabrication reste secrète jusqu'en 1862, la safranine et les corallines jaune et rouge. Leur usine de Saint-Fons sera reprise par la Baden Anilin und Soda Fabrik (BASF) en 1878.
En 1920 sont créées, avenue Sadi-Carnot, les Soieries Ducharne, qui produiront des tissus pour la haute couture française. Cette production cesse en 1972, à cette date elles sont vendues à François de Grossouvre, qu’il développera en lui rattachant la production de fibre de verre (entreprise Ducharne et Verester).

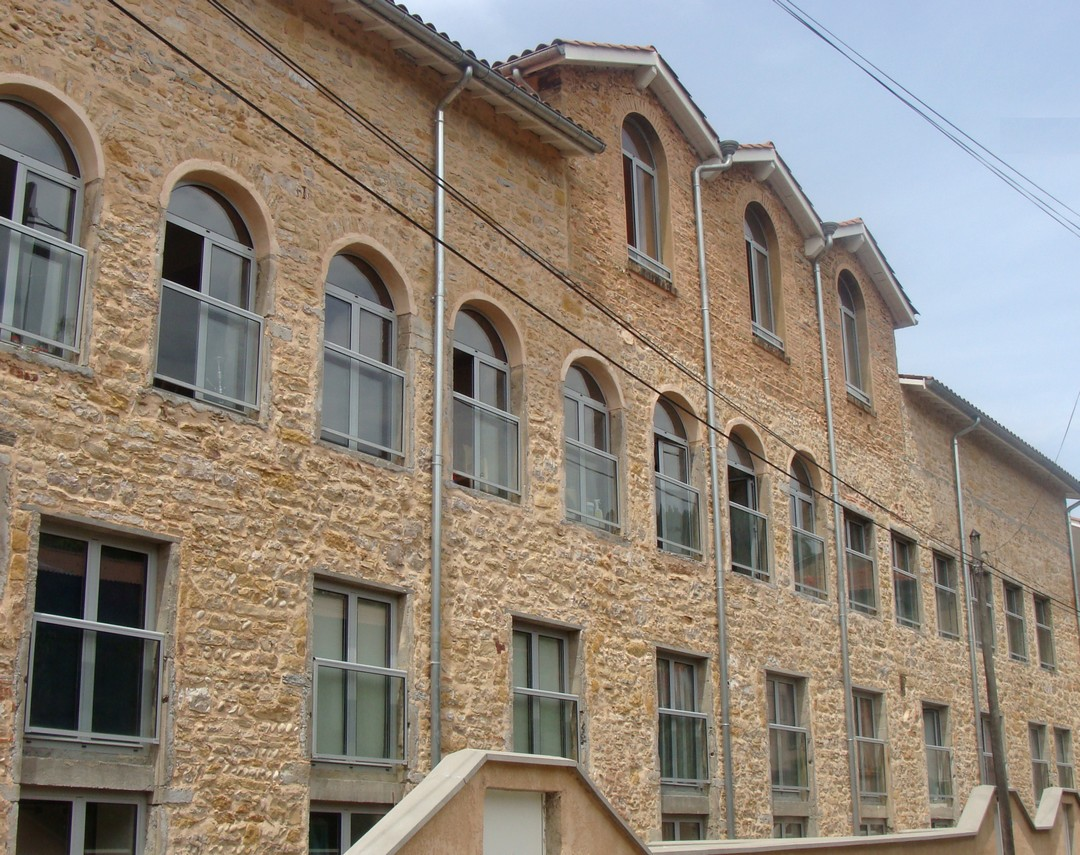
Une ancienne fabrique proche du torrent des Torrières, réhabilitée en bureaux et logements.

Jusque dans les années 1960, les activités neuvilloises étaient surtout liées à la présence d'eau (la Saône, plusieurs ruisseaux, des sources de qualité). À la fin du XIXe siècle, Neuville comptait une dizaine de moulins à eau, et autant de teintureries. Le dernier moulin, dit « moulin neuf de Parenty », créé en 1635, ne disparut qu'en 1965 ; le ruisseau qui l'alimentait fut alors comblé. Les activités de soierie, de menuiserie (fabriques de meubles) disparurent aussi du paysage neuvillois entre 1950 et 1960. Les bâtiments des fabriques installées sur le torrent des Torrières sont progressivement détruits ou réhabilités à d'autres fins. La Saône hébergea jusqu'en 1945 des plattes, nom donné en région lyonnaise à des pontons flottants amarrés à la rive, où les blanchisseuses travaillaient en eau vive.
Une fonderie de plomb située à l'entrée sud de la ville perdura de 1836 à 1971. Sa « tour à plomb » haute de 45 mètres, qui servait à la fabrication de la grenaille, fut malheureusement abattue. Une importante usine chimique de la société Sanofi Aventis (autrefois dénommée Rhodiaseta puis Rhodiaceta-Rhône-Poulenc), implantée en bord de Saône au nord de la ville depuis 1953, fut, et reste, le seul employeur important sur la commune. Cette activité de chimie fine a été le noyau à partir duquel s'est développée la « zone industrielle Lyon-Nord », qui, débordant largement sur la commune voisine de Genay, s'étend sur 180 hectares et employait en 2003 plus de 3500 salariés dans 76 établissements (chiffres INSEE et agence d'urbanisme). Le Syndicat intercommunal Saône - Mont d’Or y a établi une pépinière d'entreprises.
L'usine chimique de Sanofi-Aventis est en cours de restructuration depuis 2010 dans le but de la transformer en site de production de vaccin contre la dengue. Le plan social qui accompagne cette reconversion ne comporte aucun licenciement sec. Le projet prévu le début de la production en 2013, pour une commercialisation en 2014 ou 2015. La production prévue est de 100 millions de doses par an. Des précautions ont été prises (surélévations de bâtiments) pour faire face aux crues centennales. De même, le site sera classé P, il ne travaillera que sur des virus vivants atténués, et ses effluents seront inactivés, pour qu'aucun organisme vivant ne sorte des lieux de production.
Par ailleurs, Neuville reste un centre d'importance local, avec présence de la totalité des activités de service et de commerce de détail. L'association des commerçants « A'Tout Neuville » fait état de : 23 commerces alimentaires (dont 10 boulangeries), 21 cafés, hôtels et restaurants, 33 salons de coiffure, esthétique et santé, 20 établissements bancaires, d'assurances et d'intérim, 32 commerces de vêtements, sport, cadeaux, et plus d'une cinquantaine d'autres établissements, commerces ou services. Des éditions musicales y ont été créées en 1983 par un saxophoniste connu, ce sont les E.M.M. au 12 rue Victor Hugo. Elles sont au XXIe siècle, en veilleuse dans le département limitrophe de l'Ain avec des dizaines d'œuvres inédites (classique,chanson,jazz) et ont légué leur graveuse à microsillons, devenue ancienne, au Musée Ampère proche, à Poleymieux-au-Mont-d'Or. La foire annuelle de Neuville se situe chaque année le 1er mai et envahi la ville, par des centaines de boutique ephemeres, agrémentée de manèges divers.

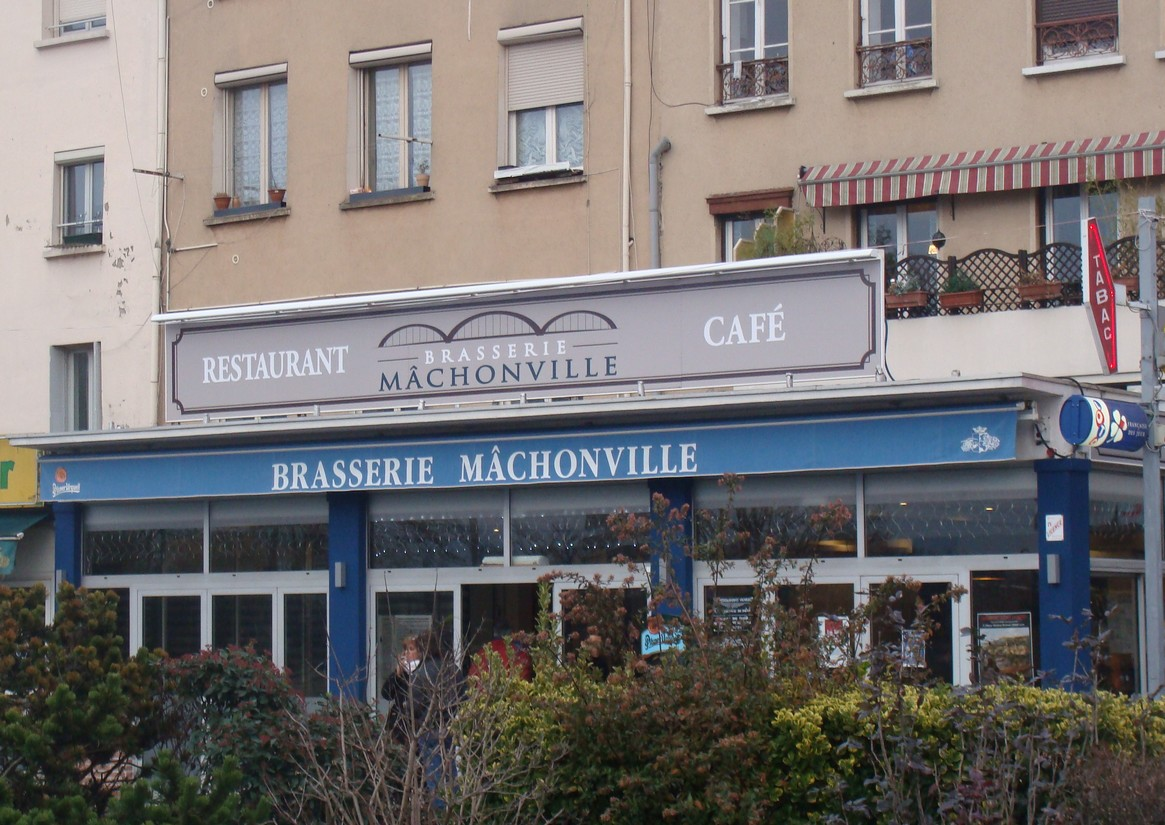
Las disparu, Mâchonville reste.

Le marché du vendredi occupe toute la longueur du quai de Saône, de part et d'autre de l'entrée du pont.
Neuville a une réputation de ville gastronome : la charcuterie Las, installée en 1928 mais récemment disparue, a inspiré le roman de Marcel E. Grancher « Le Charcutier de Mâchonville », et le film homonyme de Vicky Ivernel (1946). Les pognes neuvilloises (brioches aux pralines, analogues au gâteau de Saint-Genix savoyard, et donc à ne pas confondre avec la pogne de Romans drômoise) sont recherchées.

## Culture locale et patrimoine

### Lieux et monuments

#### Château de Vimy
Le château de Vimy, ou le château des Abbés de l'Île-Barbe, est situé au centre-est du bourg. La première attestation historique de Vimy est un acte de Conrad le magnifique (971) cédant à l'abbé de l'Île Barbe « la possession de l'église de Saint-Florentin auprès de Vimy » ; on ignore s'il existait alors un château primitif. Par contre, la « Charte de clôture du bourg de Vimy » en l'an 1200 le mentionne.

Château de Vimy
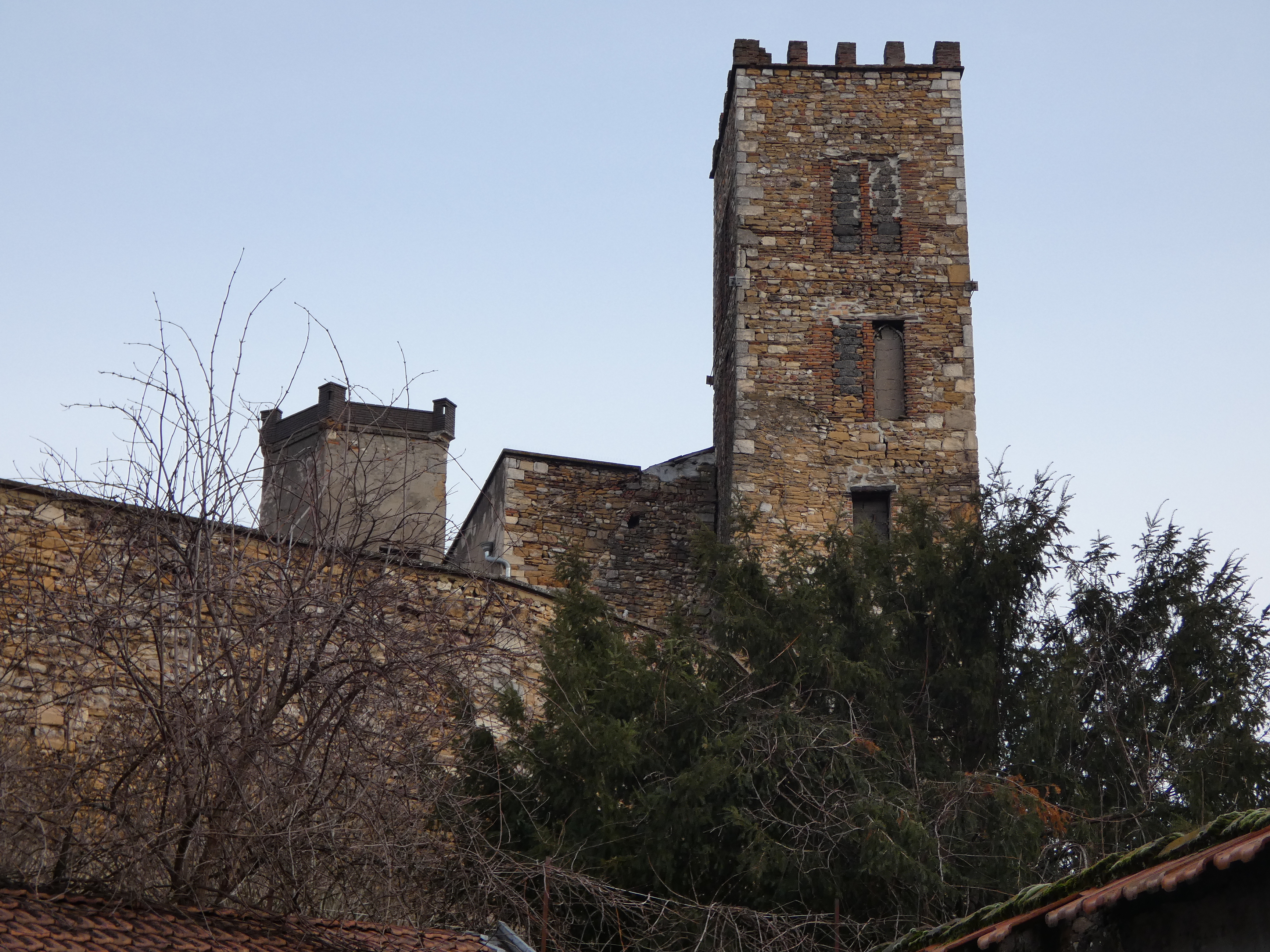
Côté ouest.
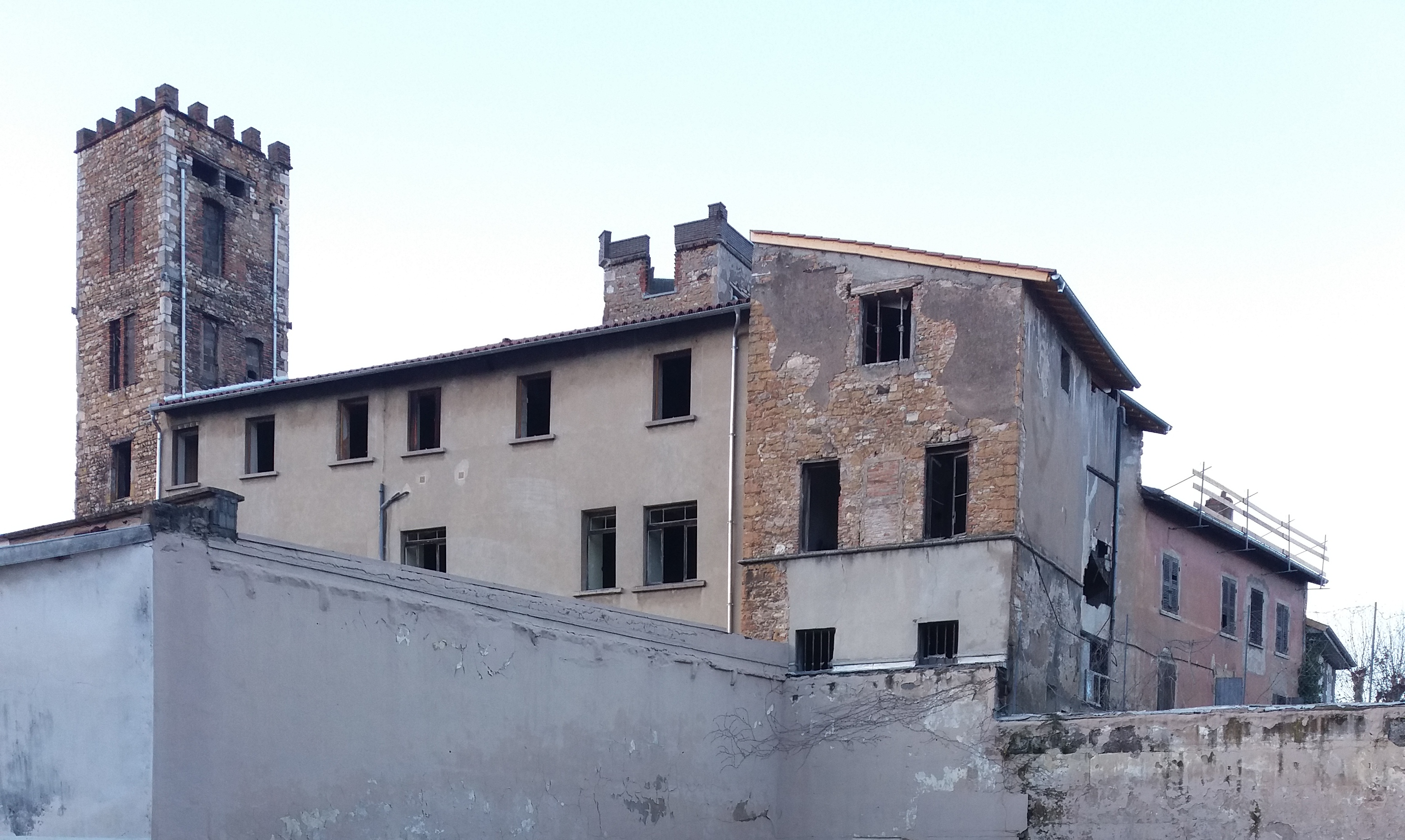
Côté sud-est.

#### Maisons du centre-ville
Le bourg et le château sont ravagés par les Écorcheurs en 1443. L'abbé Edouard de Mossey entreprend la reconstruction du château à la fin du XVe siècle, et Pierre d'Épinac, archevêque de Lyon, la poursuit un siècle plus tard. Camille de Neuville devient propriétaire du château en 1665, mais s'en désintéresse au profit du château d'Ombreval. Les deux tours sont réhabilitées aux XVIIIe et XIXe siècles).
En 1869, l'industriel Émile Guimet lègue le château à la commune à condition qu'elle le conserve et en fasse une école publique. Devenu depuis longtemps inapproprié pour cet usage et cher d'entretien, avec l'accord d'un des descendants, le château est, à partir de 2010, affecté à l'habitation à loyer modéré. En 2020, le bâtiment est en cours de restauration.
- En centre-ville, on peut voir quelques vieilles maisons et des restes de murs d'enceinte en « pierres dorées ».

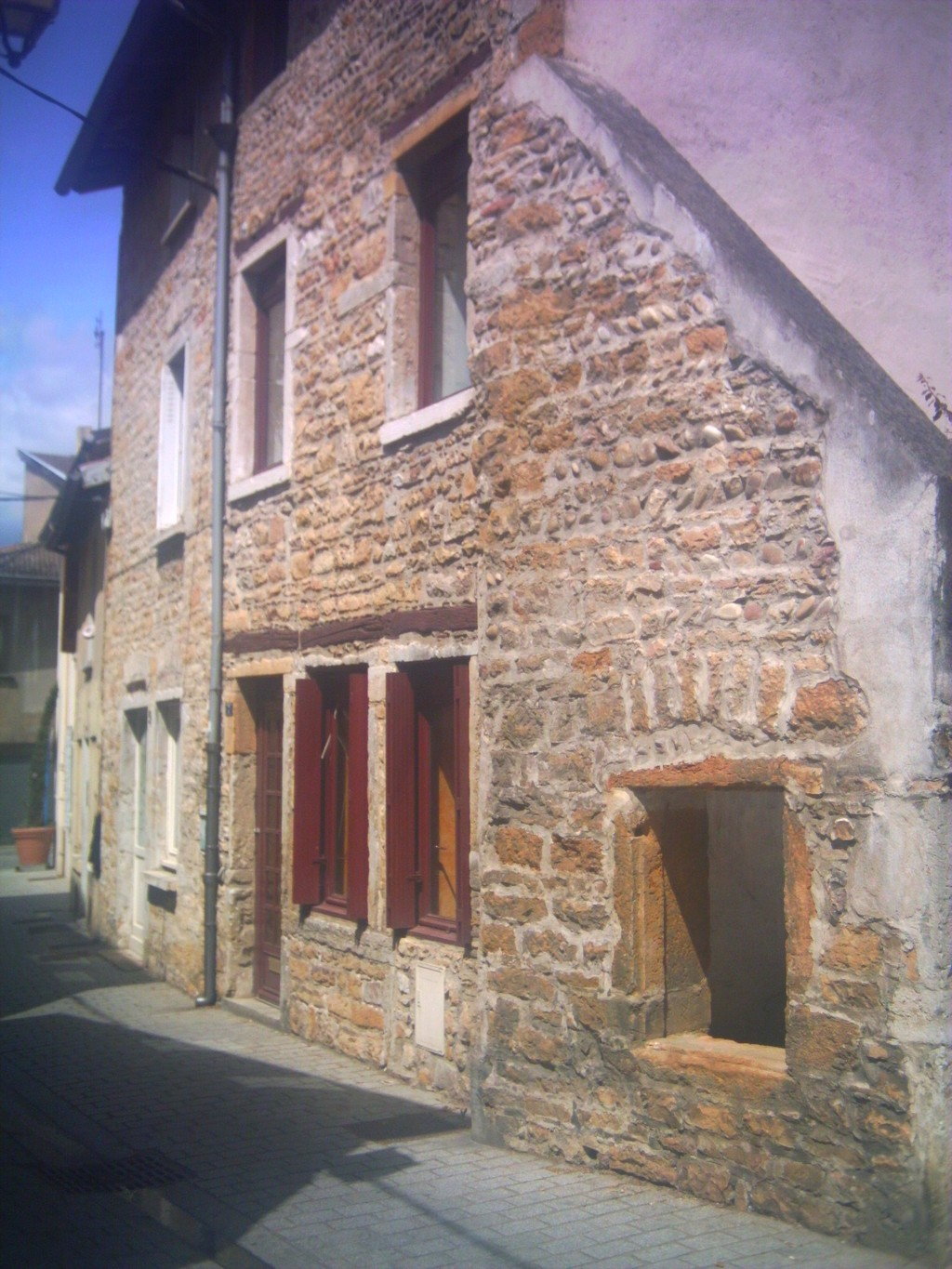
Une vieille maison, rue de Vimy.
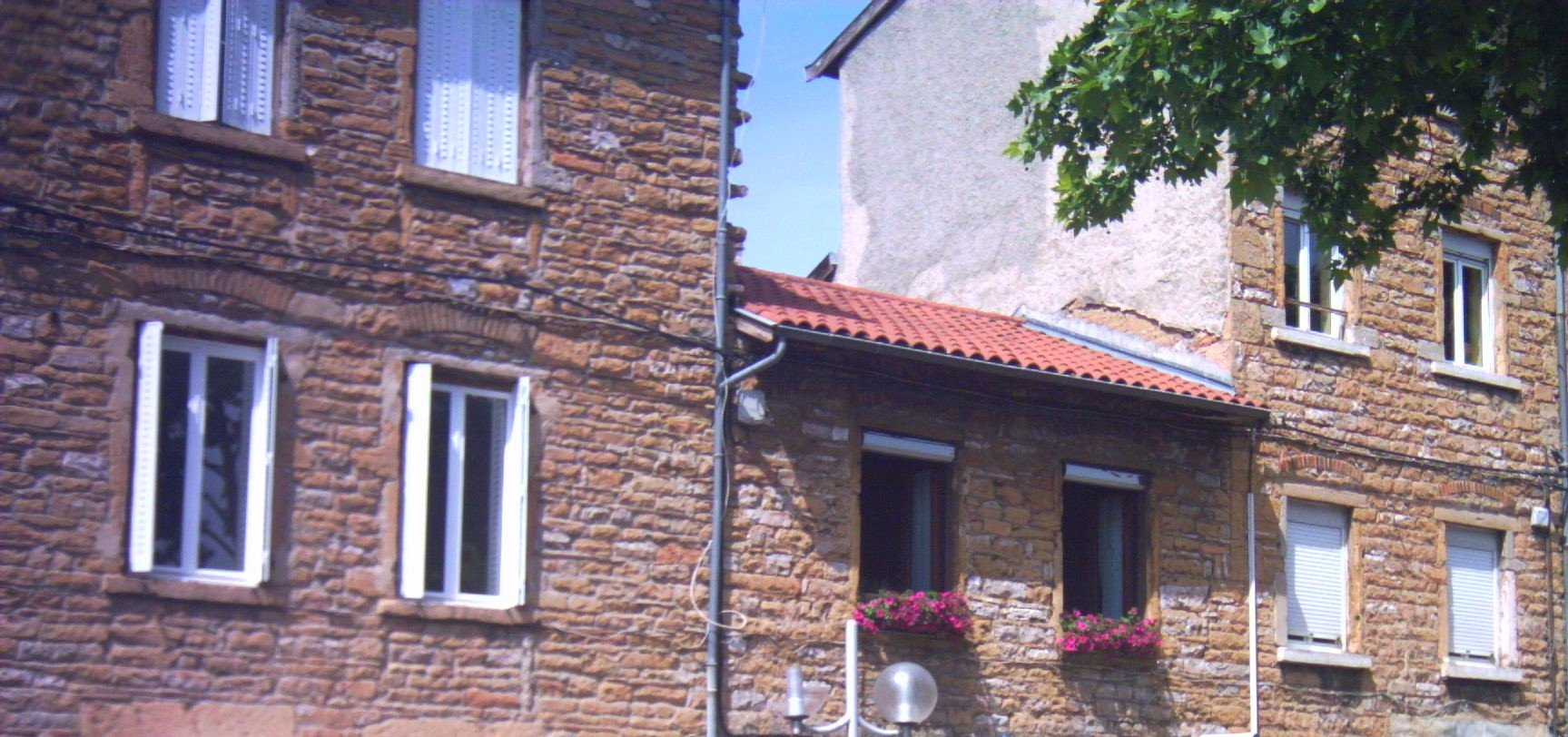
Maisons, rue Pierre-Dugelay.
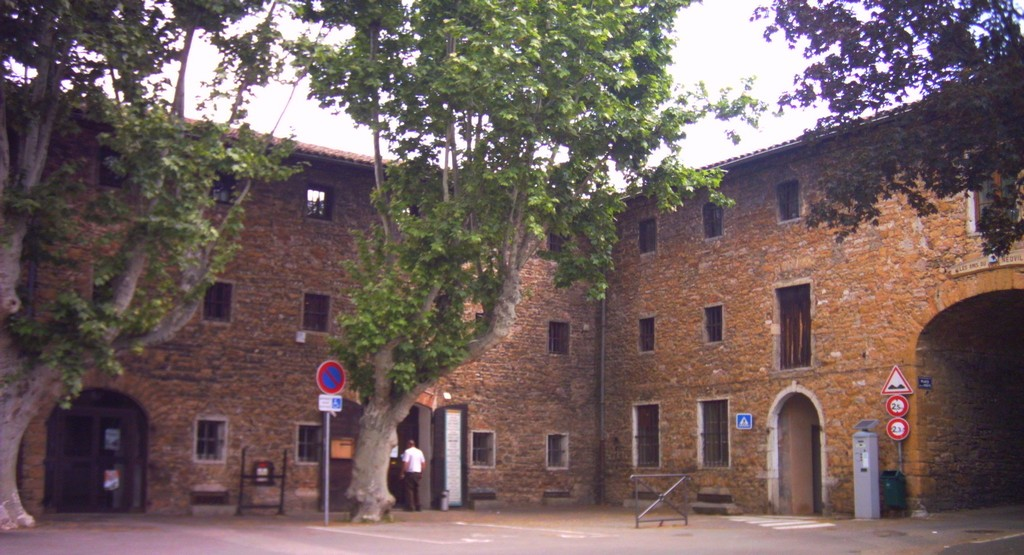
Les dépendances du château, aujourd'hui Maison des jeunes et de la culture.

#### Château d'Ombreval
Le château d'Ombreval, construit en 1458 par Monsieur d'Ombreval, fut ensuite en la possession de la famille Buatier, puis acquis en 1586 par Mgr d'Espinac, en communauté avec sa sœur Madame de Gresolles, qui l'aménagea, mais fut contrainte de le vendre à la mort de son frère pour payer ses dettes. Il fut alors acquis par Jean Livet, secrétaire de l'archevêque de Lyon, qui s'était enrichi aux dépens de son maître. Camille de Neuville le racheta en 1630, et en fit une résidence somptueuse. Abandonné à la Révolution, il est racheté par Joseph Antoine Rambaud (le grand-père de Joseph Rambaud ) aux héritiers du duc de Boufflers en 1818. Il conserve pour lui le château qu'il remettra en état puis revend une partie du parc, ne conservant qu'une cinquantaine d'hectares dont la nymphée. Par héritage, il passera dans les mains de sa fille Joséphine, épouse de Marc Antoine Péricaud dont les descendants le vendront à la deuxième moitié du XIXe siècle. Il appartint à des propriétaires privés jusqu'en 1961, date à laquelle ses propriétaires, Laurent Vergnais et sa sœur Madame Bertrand, le cédèrent à la commune, qui y a établi la mairie. Le parc du château est devenu parc public. Les douves entourent toujours le bâtiment. La chapelle du château est elle aussi conservée, en parfait état extérieur, ainsi que le nymphée proche, et le pavillon de chasse, dit « pavillon de l'Écho », sur une butte voisine.

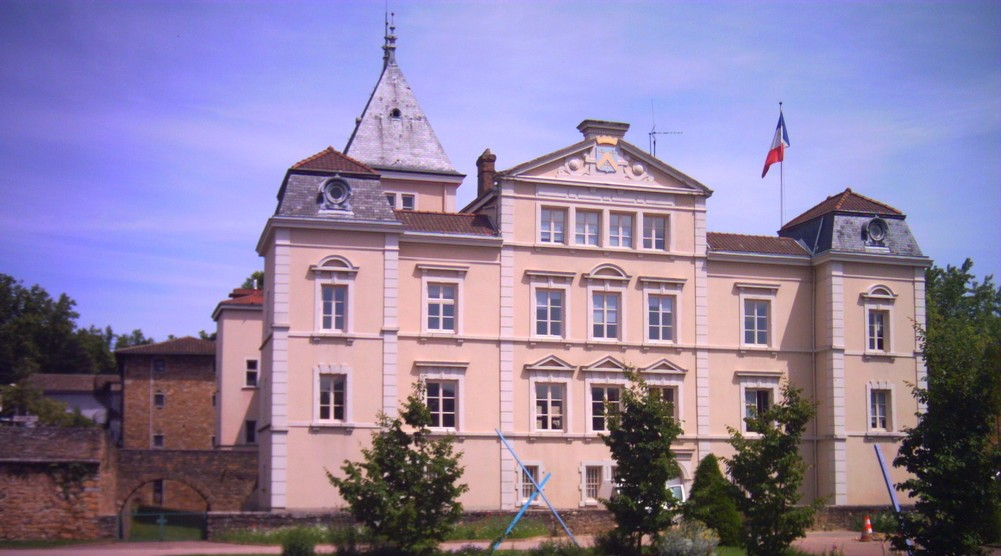
Le château d'Ombreval, aujourd'hui mairie de Neuville (façade ouest).
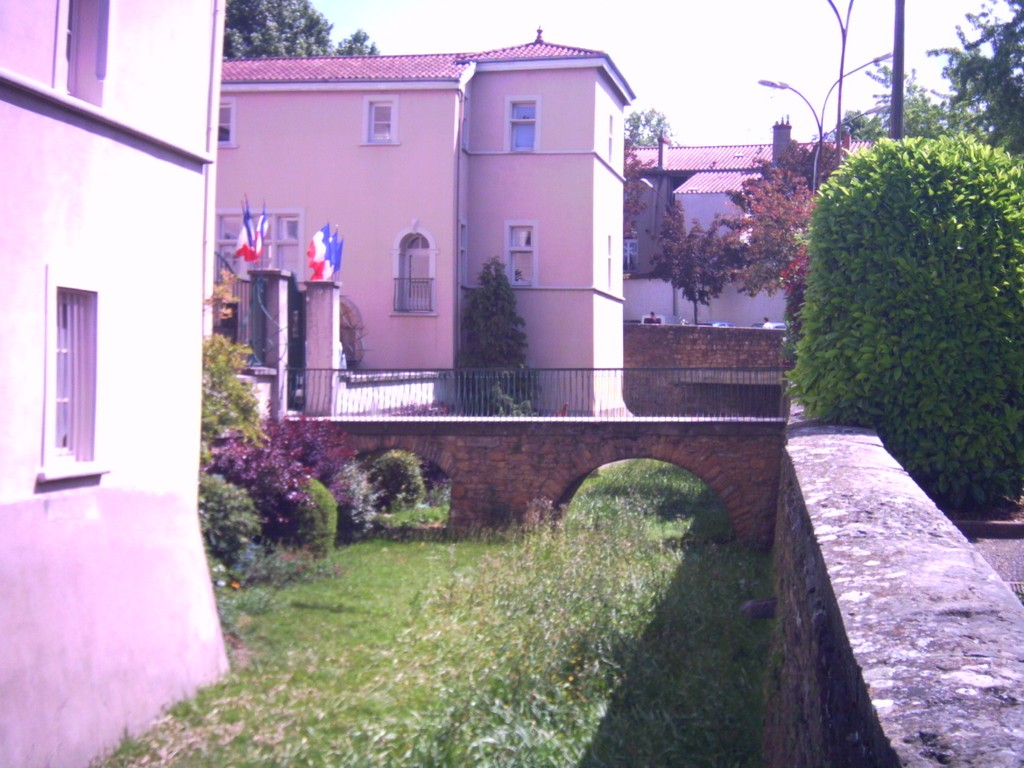
Les douves du château, côté sud.
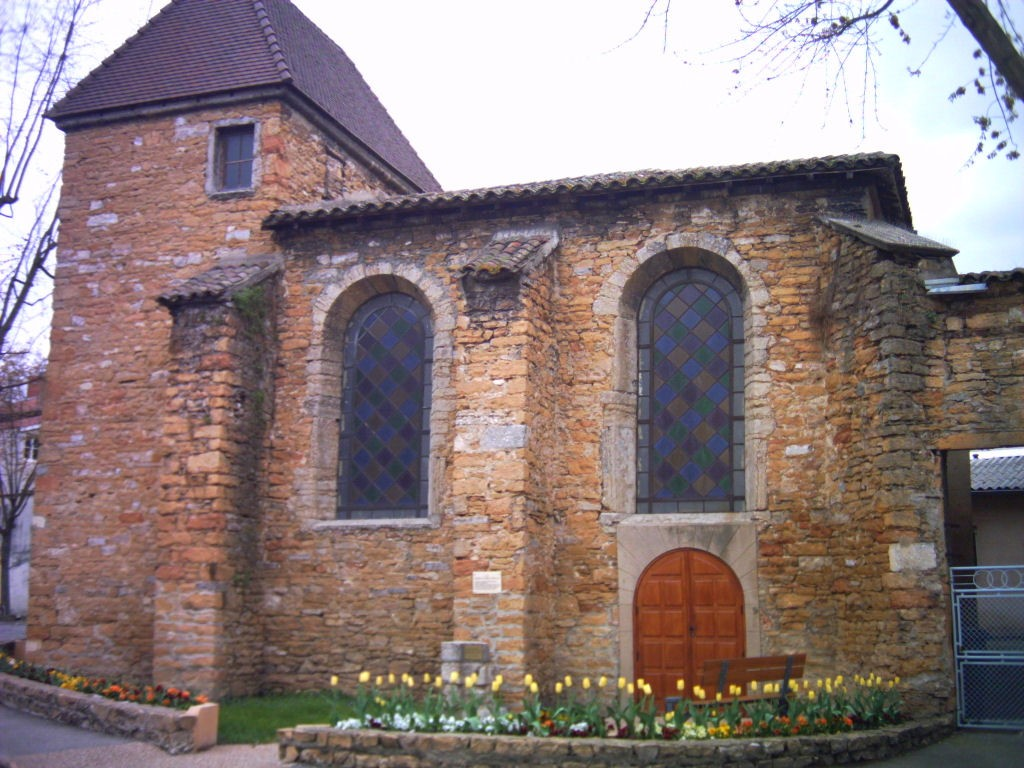
La chapelle du château.
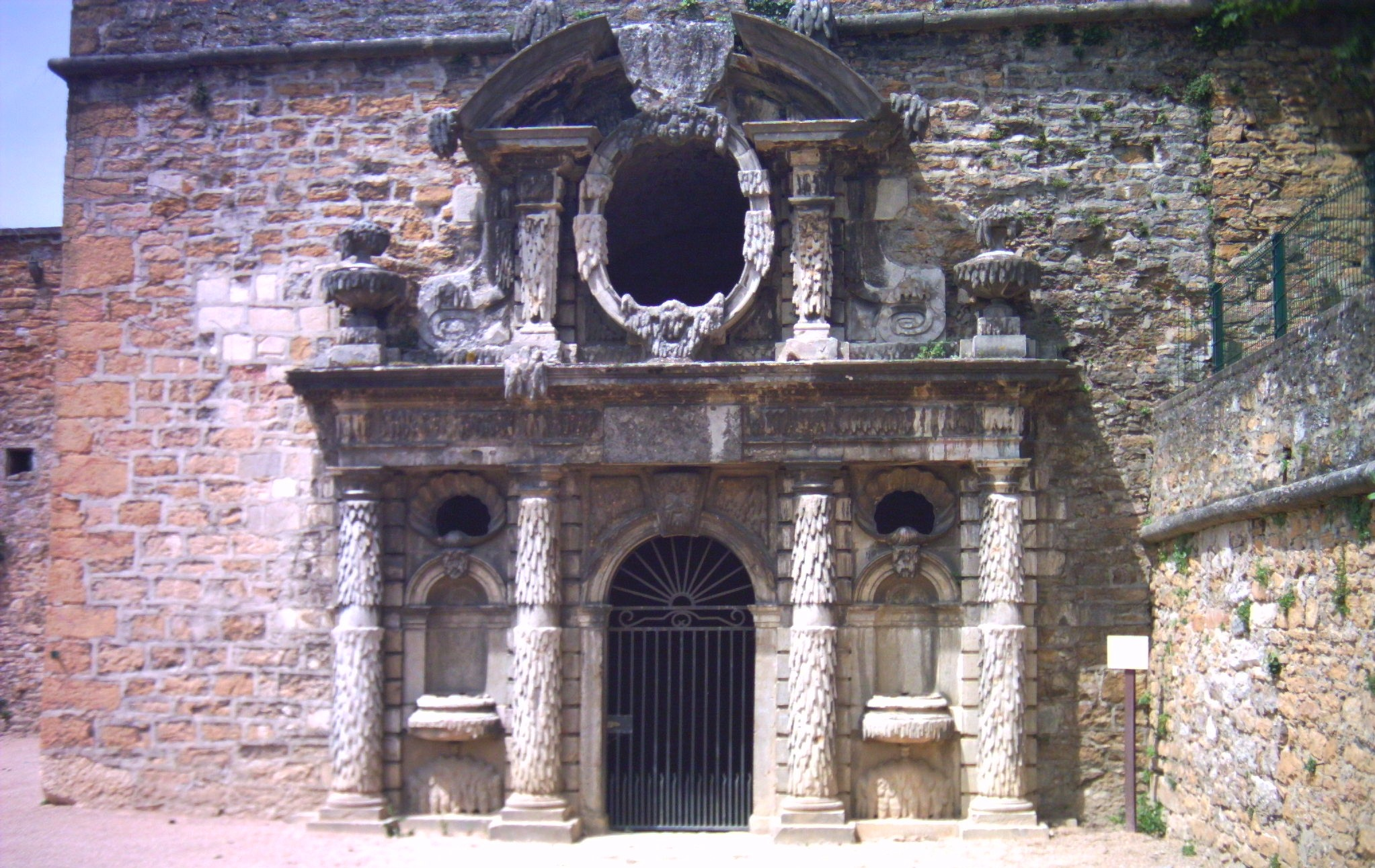
Le nymphée proche du château.

#### Église Notre-Dame de l'Assomption
L'église a été consacrée le 8 septembre 1681 par Camille de Neuville et dédiée à Notre-Dame de l'Assomption. Elle est intéressante par sa construction en pierres dorées de Couzon et ses deux clochers en forme de lanterneaux inspirés de ceux de l'église de l'Hôtel-Dieu de Lyon. Sa façade, modifiée en 1894 par l'architecte Chaumel à la demande du curé Béraud, la dénature quelque peu. Le chœur, précédé de deux rangées de stalles surmontées de larges panneaux peints, est décoré d'un ensemble de boiseries sculptées remarquable réalisées au XVIIIe siècle par Michel Perrache, son fils Antoine-Michel Perrache et Jean-Antoine Morand, trois ingénieurs lyonnais. Les stalles ont été classées monuments historiques en 1904 ; les tableaux de l'avant-chœur et les sculptures du chœur, réhabilités en 1962, ont été classés en 1982. L'orgue, qui provient du couvent des Cordeliers de Lyon, a été restauré en 1957, mais ses jeux anciens des XVIIe et XVIIIe siècles ont été conservés. L'église a été restaurée par l'architecte Curtelin en 1962 et la façade a également été restaurée en 1981. La toiture a été rénovée entre 2007 et 2010.

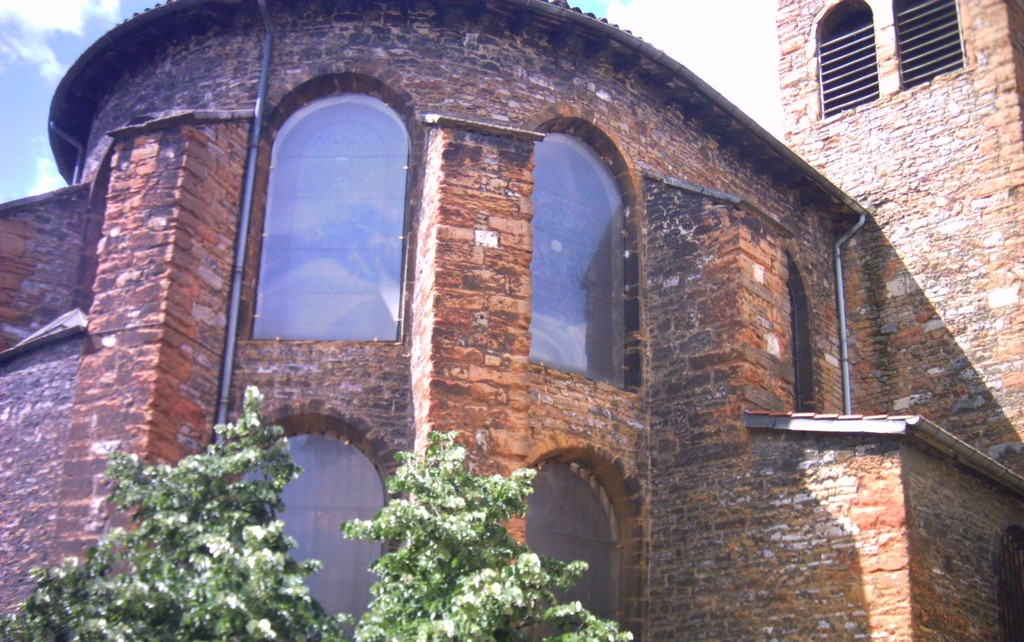
Le chevet de l'église, faisant apparaître la construction en « pierres dorées ».
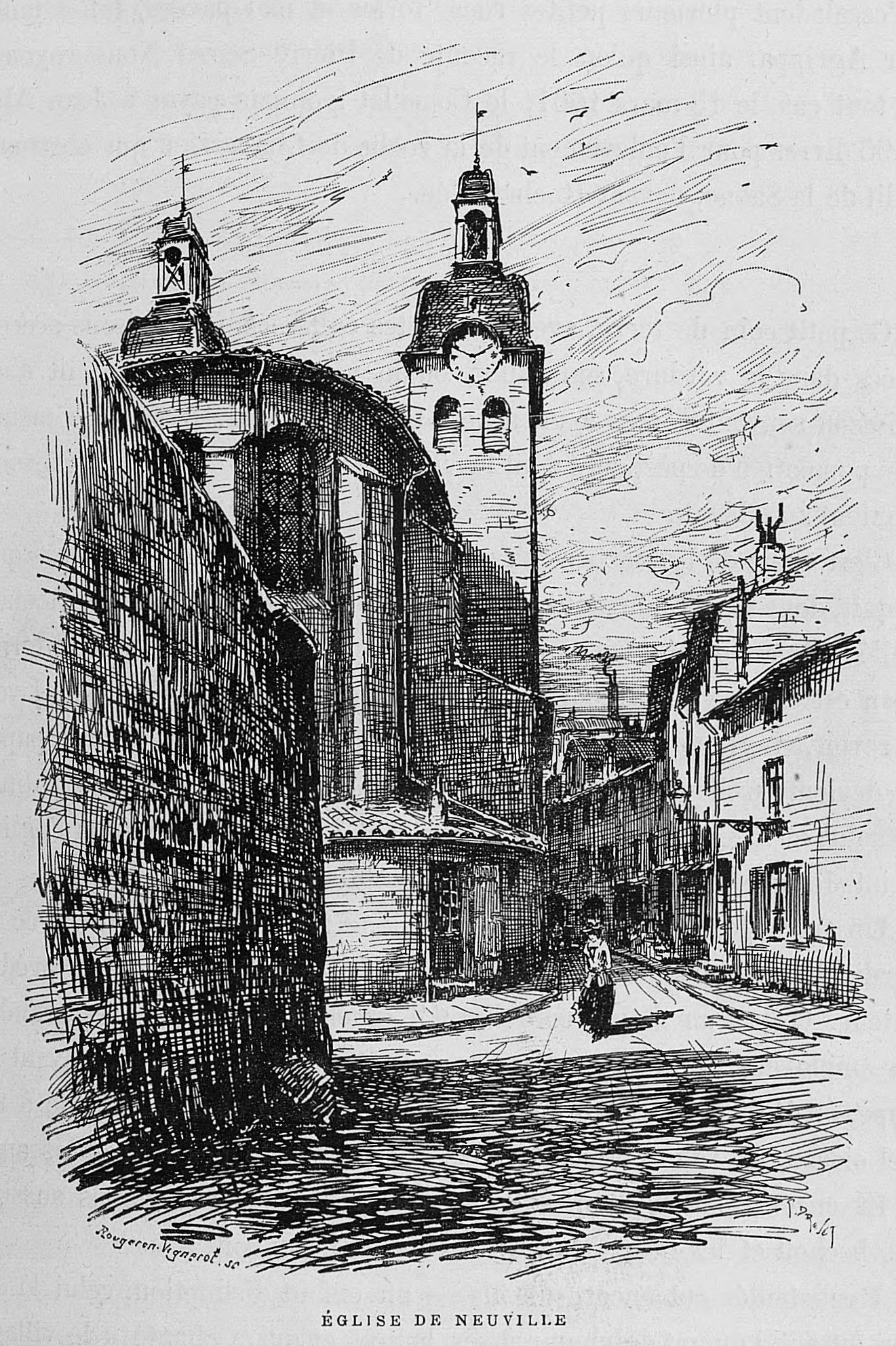
L'église illustrée par Joannès Drevet (1854–1940).

#### Pont de Saône
Le pont sur la Saône date de 1934 (début de la construction 1931). Il a été construit à quelques mètres en aval de l'ancien pont suspendu type Seguin qui datait de 1832, ce qui explique qu'il n'est pas dans l'alignement de la rue Victor Hugo qui lui fait face. Il a été inauguré par Édouard Herriot, alors président du conseil, le 15 août 1935, jour de la fête patronale de la ville. Une arche a été dynamitée par les Allemands lors de leur retraite le 2 septembre 1944 ; elle a été restaurée à l'identique.
C'est un exemplaire unique de pont en béton en bowstring, à 3 travées, de longueurs respectives 50, 58 et 50 mètres. Chacun des 3 tabliers est suspendu à deux arches en béton armé parallèles par des piliers en béton. Les arches parallèles sont solidarisées par des superstructures elles aussi en béton. Les trottoirs sont situés à l'extérieur des arches. La largeur hors tout de l'ensemble est de 12,20 mètres. Pour lui donner une assise suffisamment stable, il a fallu creuser les fondations de l'une de ses piles jusqu'à 38 mètres au-dessous du niveau de la Saône.
Le profil de ce pont à trois arcs a été adopté par la municipalité de Neuville comme logo de la ville.

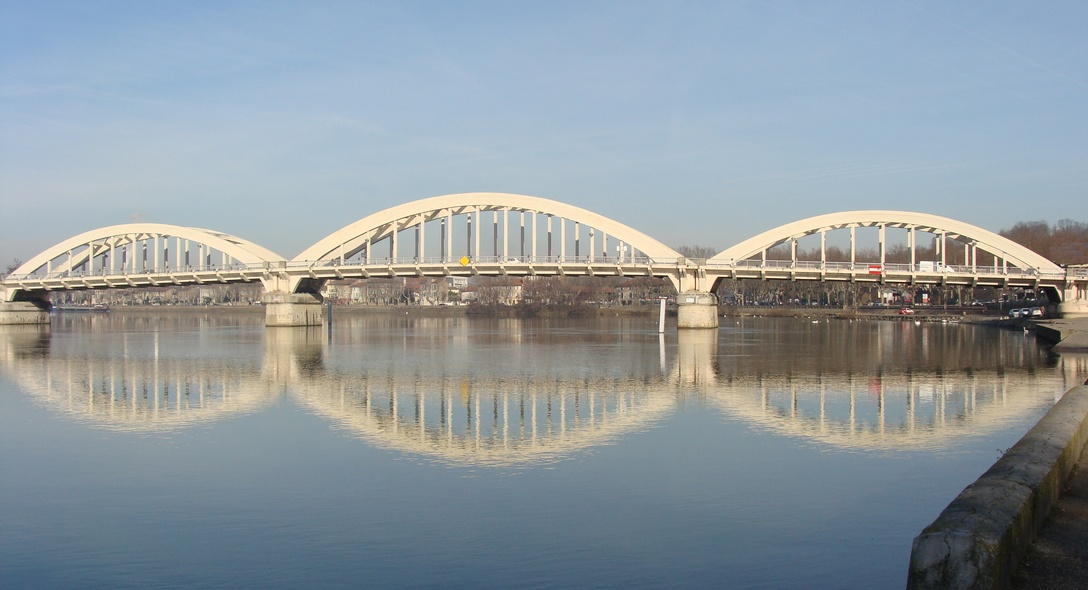
Le pont sur la Saône, vue latérale depuis l'aval.
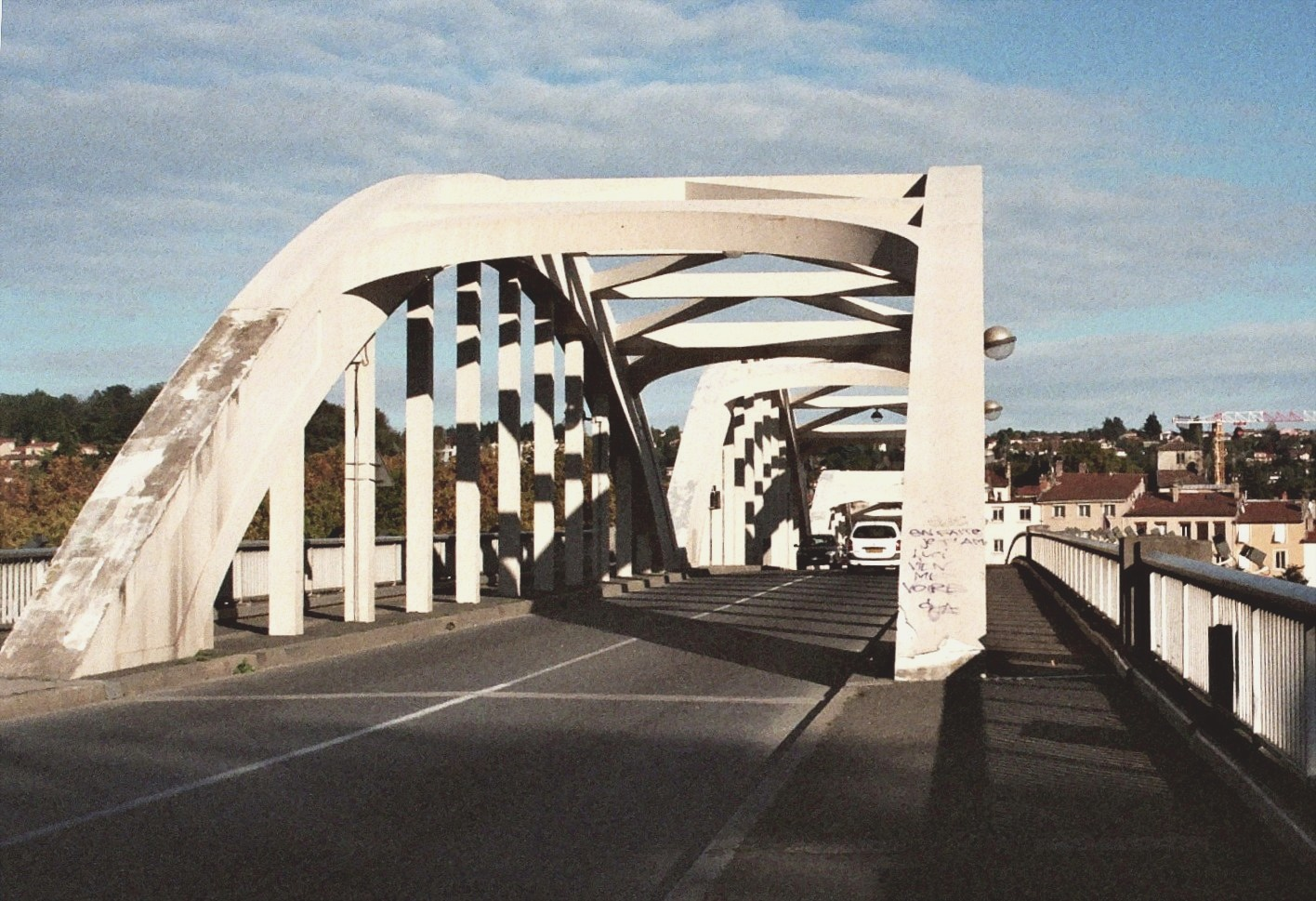
Vue en long, faisant apparaître la structure en « bowstring ».
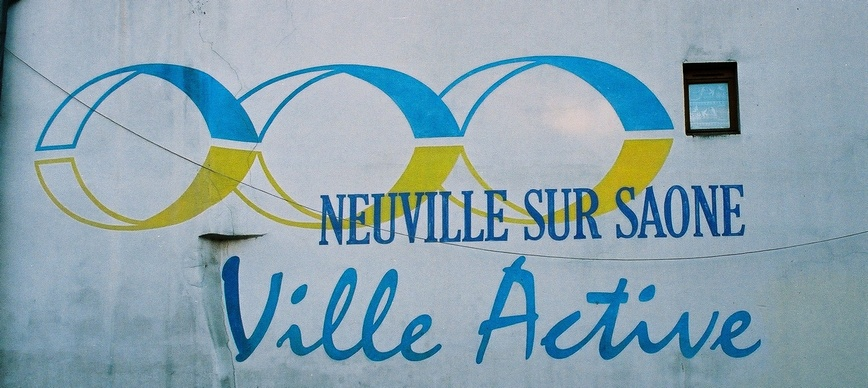
Le logo de Neuville-sur-Saône (peinture murale).

#### Parc
On désigne ainsi un espace boisé accidenté situé au nord-est de la commune, à la limite de la commune de Montanay. Il s'agit de ce qui reste de l'ancien domaine de chasse de Camille de Neuville, qui s'étendait sur tout le vallon des Torrières, aujourd'hui parcouru par la route de Saint-André-de-Corcy (D 16), et était ceinturé par un mur, dont il reste de larges tronçons sur les côtés sud et est du parc, et sur le plateau au nord, jusqu'à la « Maison de l'Écho » (ancien pavillon de chasse de Camille). On trouve dans le parc quelques restes ruinés d'une ancienne construction dite « château de Montanay ». La principale curiosité est la « grande bascule », ouverture pratiquée dans le mur d'enceinte, agencée de manière à permettre à la fois le ruissellement des eaux de pluie et le passage des animaux rabattus vers l'intérieur du domaine de chasse.
Un peu à l'écart du parc actuel, proche de la route, on peut encore (difficilement) voir une source captée, dite « fontaine de Camille », qui amenait autrefois de l'eau potable à la ville.

#### Maison Balmont
Le château du Parc, ou Domus Mariae ou encore Maison Balmont, est un établissement thermal construit entre 1851 et 1860, après assèchement de l'étang d'Ombreval par Monsieur Parent. La propriété est rachetée en 1939 par les Sœurs du Cénacle de Mlle Delmas, puis en 1980 par l'association Balmont-Neuville.
La maison principale comprend notamment deux grandes salles de réception possédant chacune une cheminée. Un pavillon d'agrément en forme de tour octogonale a été transformé en chapelle du temps des religieuses puis a accueilli une chaufferie.

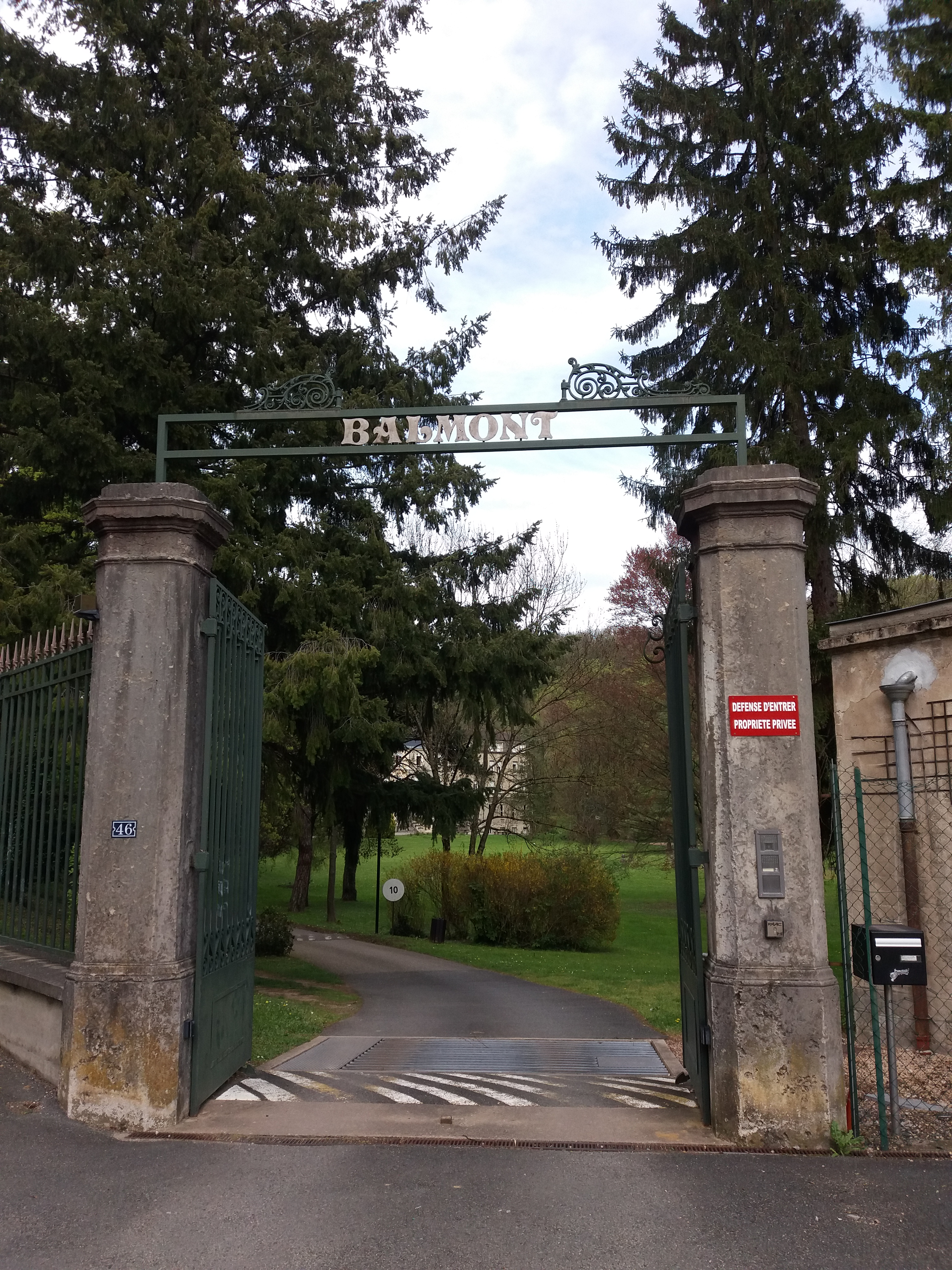
Portail Balmont.
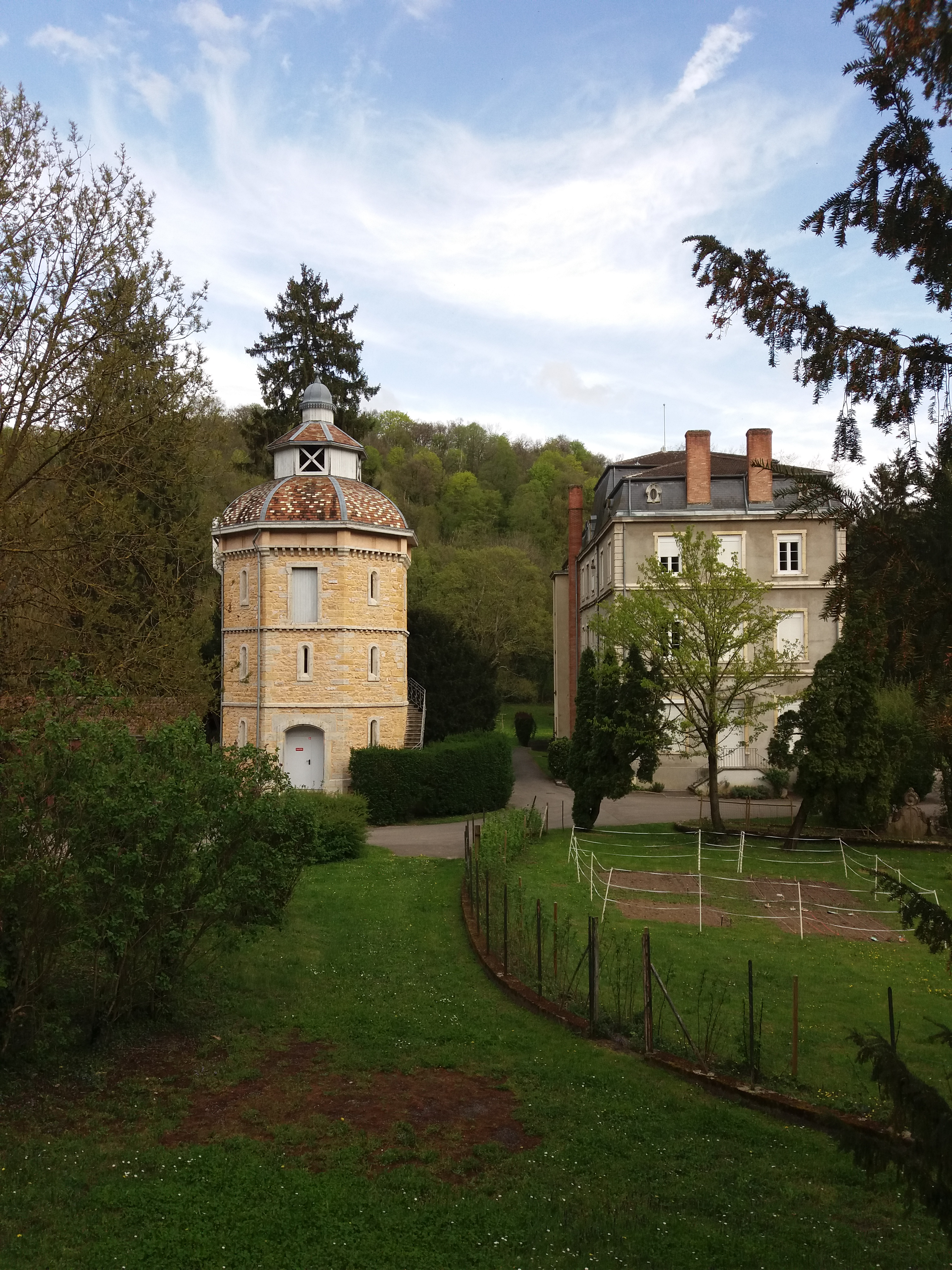
Pavillon d'agrément et maison principale.
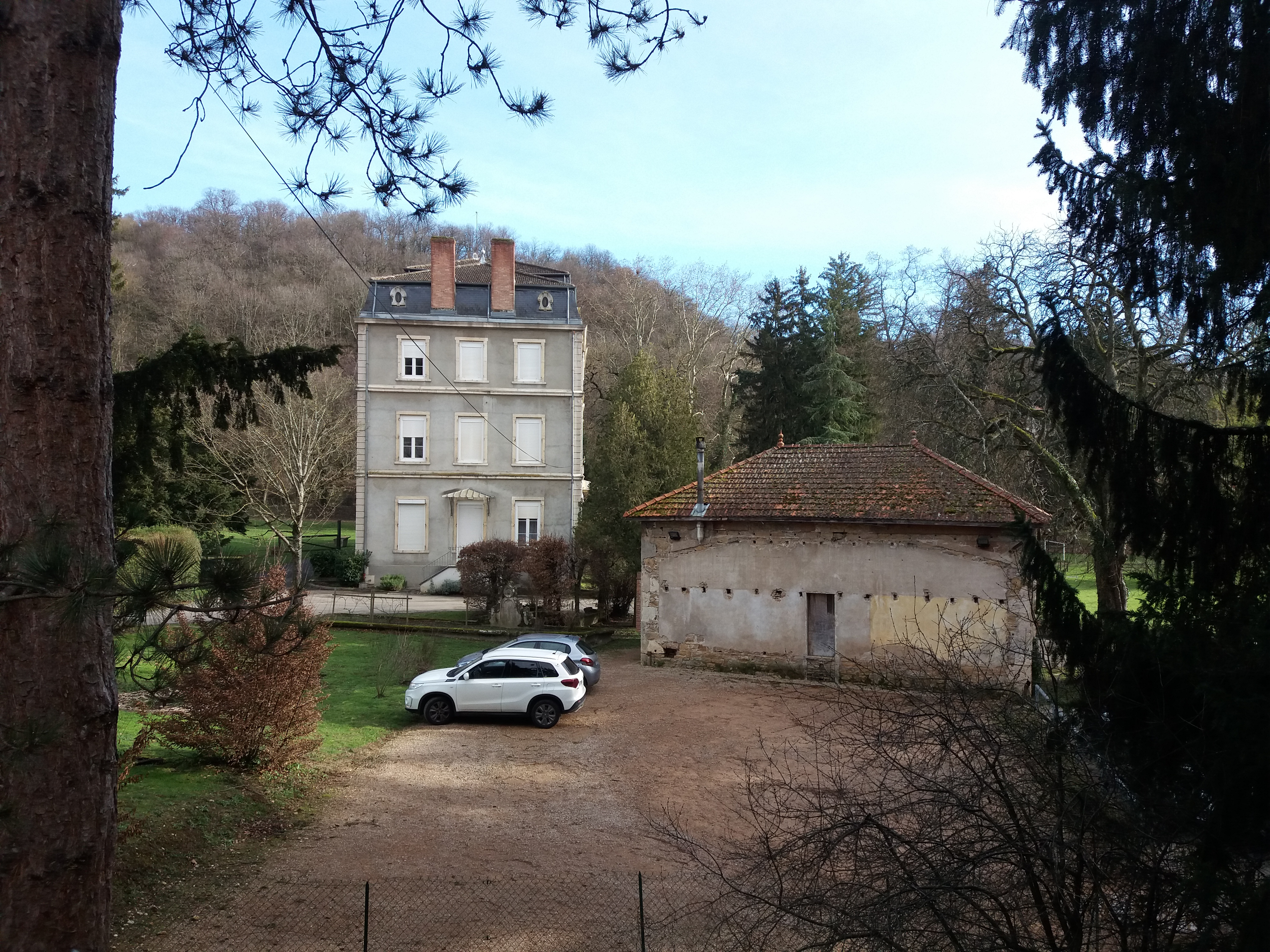
Maison principale et orangerie.

#### Hôtel du Lion d'Or
L'Hôtel du Lion d'Or est le plus ancien de Neuville, déjà en activité en 1665. C'était une auberge luxueuse au milieu du XVIIIe siècle. Une corniche moulurée fait partie de la façade reconstruite au XVIIIe siècle : les deux lions en pierre abîmés ont été remplacés en 1930 par des copies en ciment.

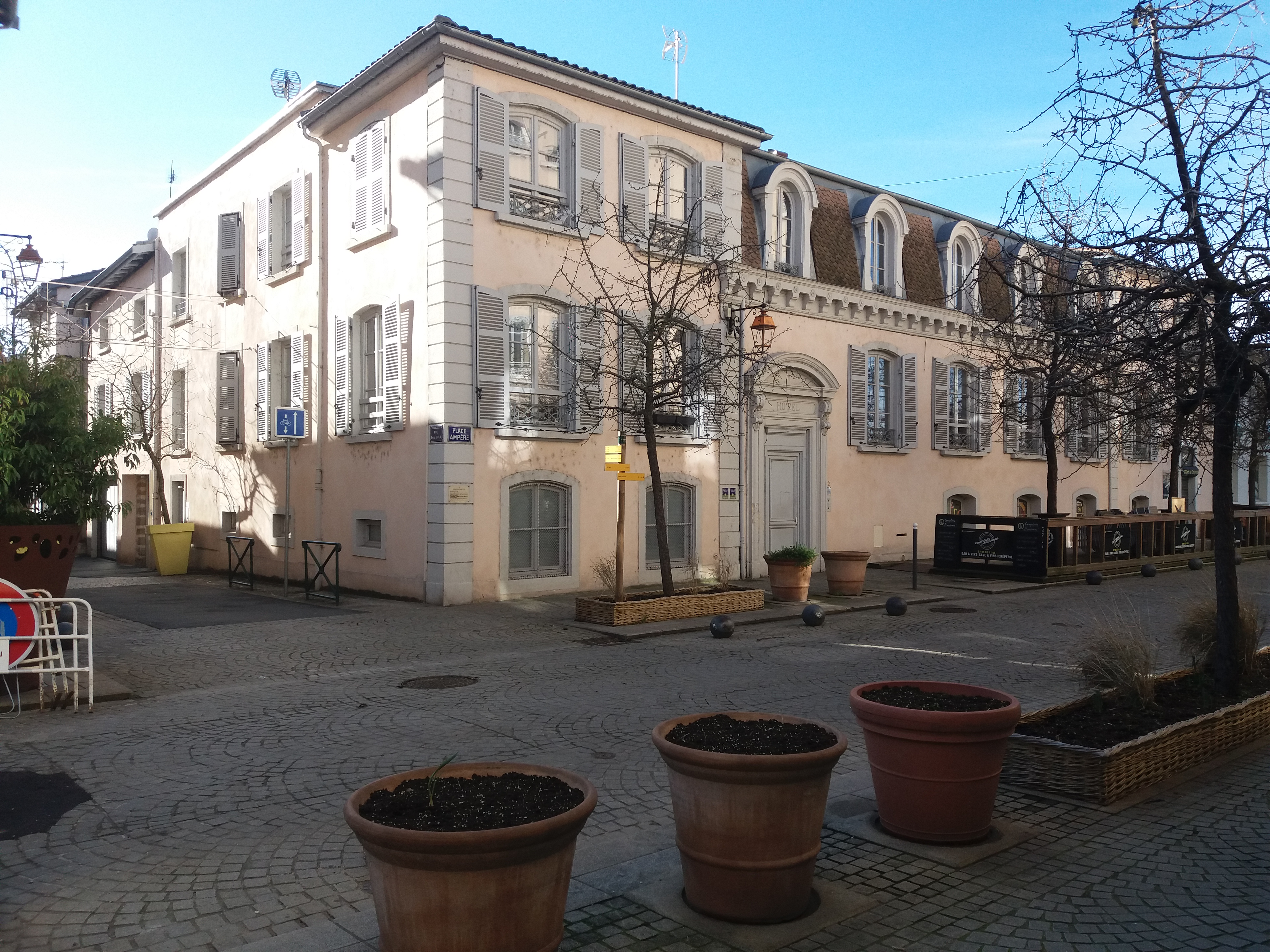
Hôtel en 2021.
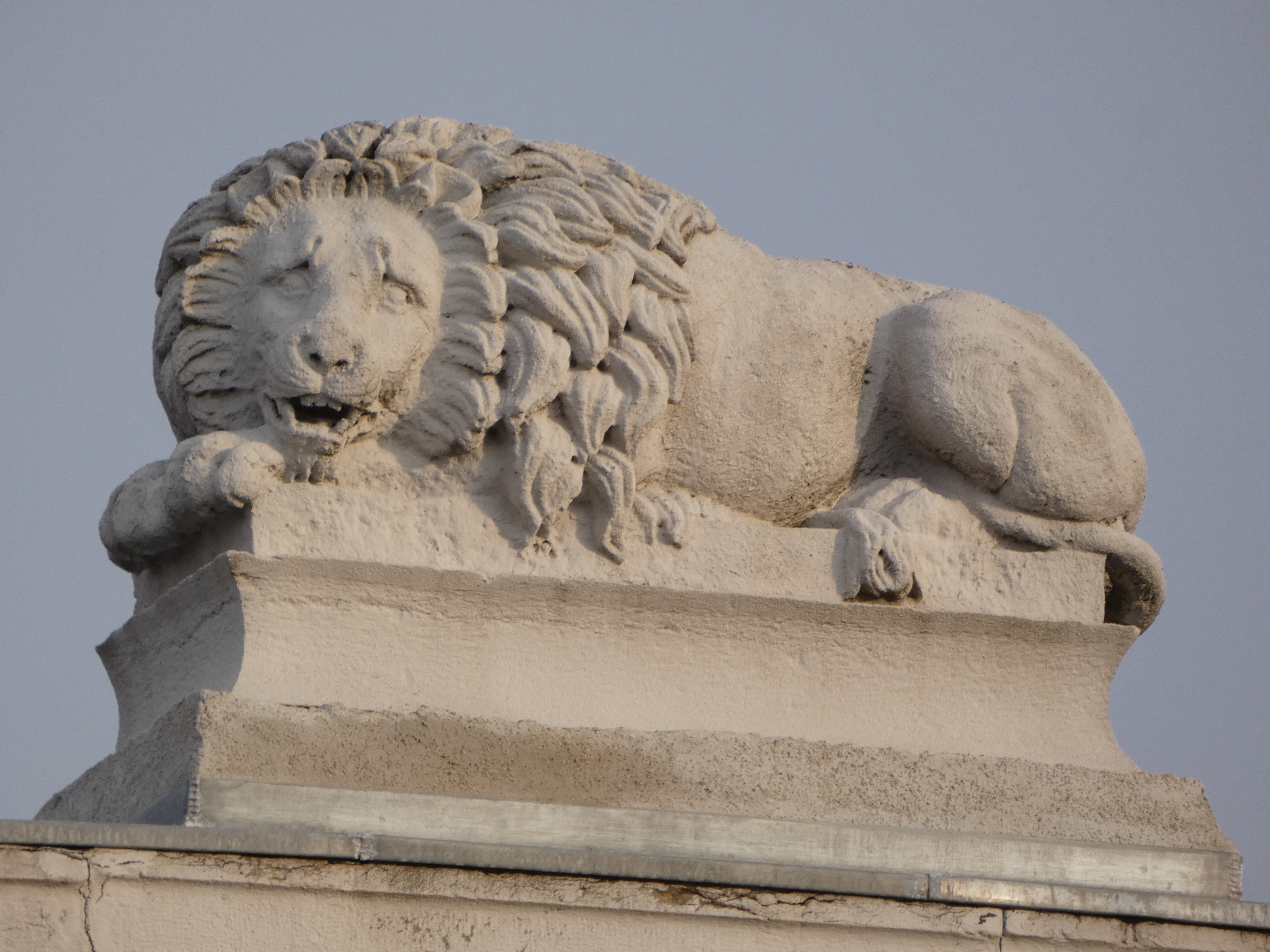
Lion sur le toit.
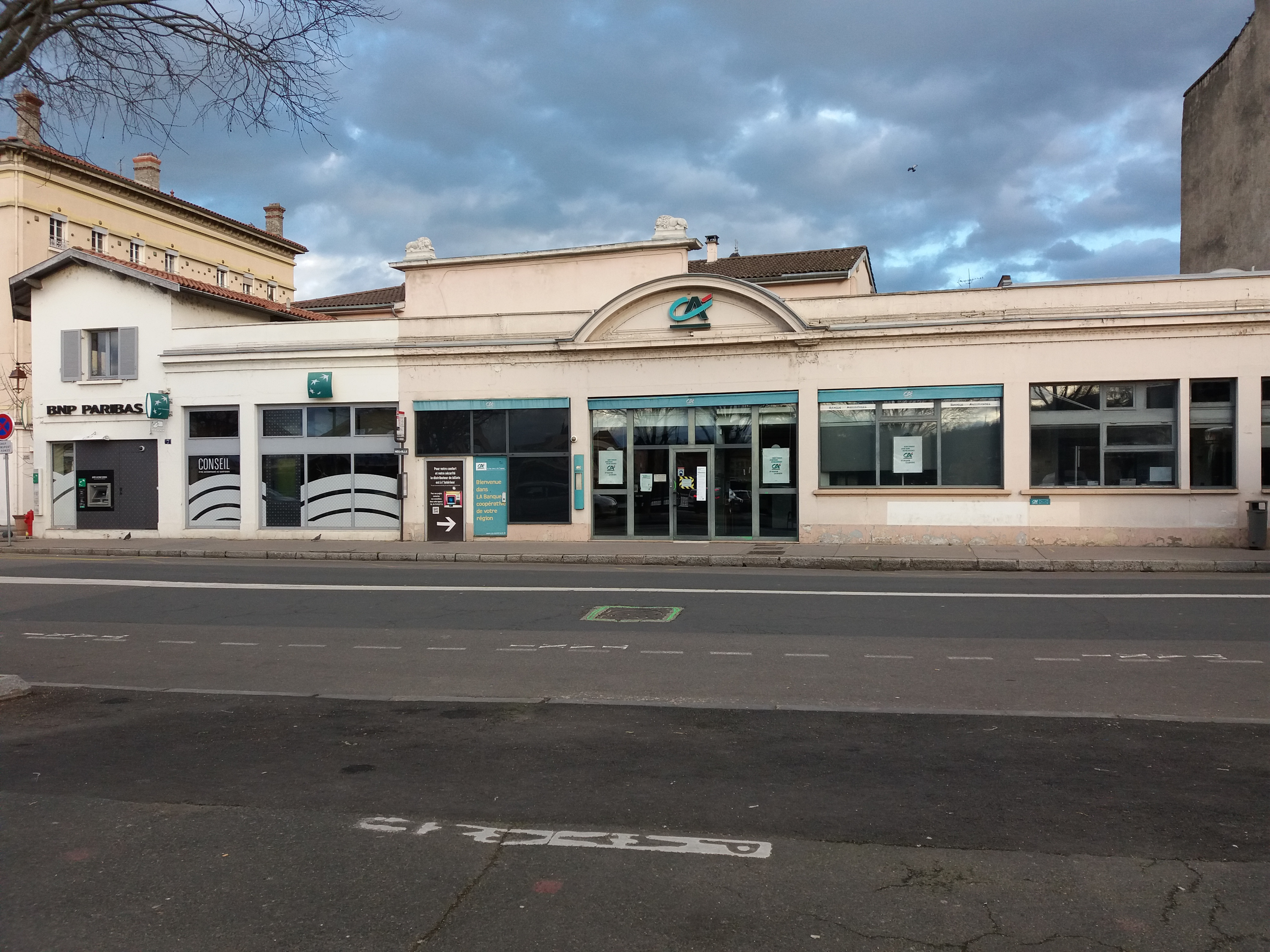
Corniche avec les deux lions.
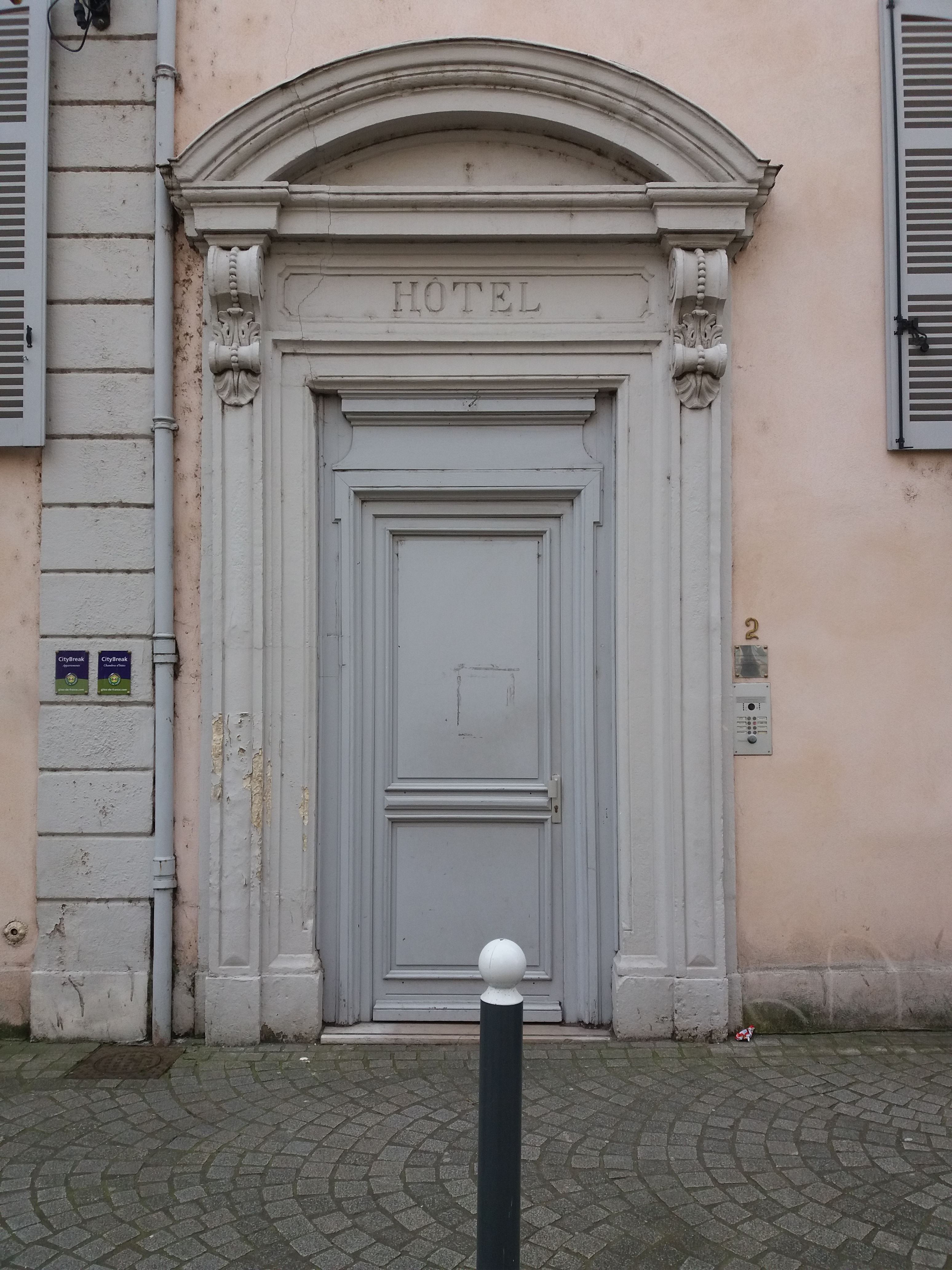
Porte d'entrée.

#### Tour de l'Écho
La tour de l'Écho, ou pavillon des Échos, est un pavillon d'agrément carré à deux niveaux qui domine la vallée de la Saône, probablement construit entre 1661 et 1671. Son nom viendrait de l'acoustique de la salle voûtée ou de peintures murales disparues qui auraient représenté la nymphe Écho.

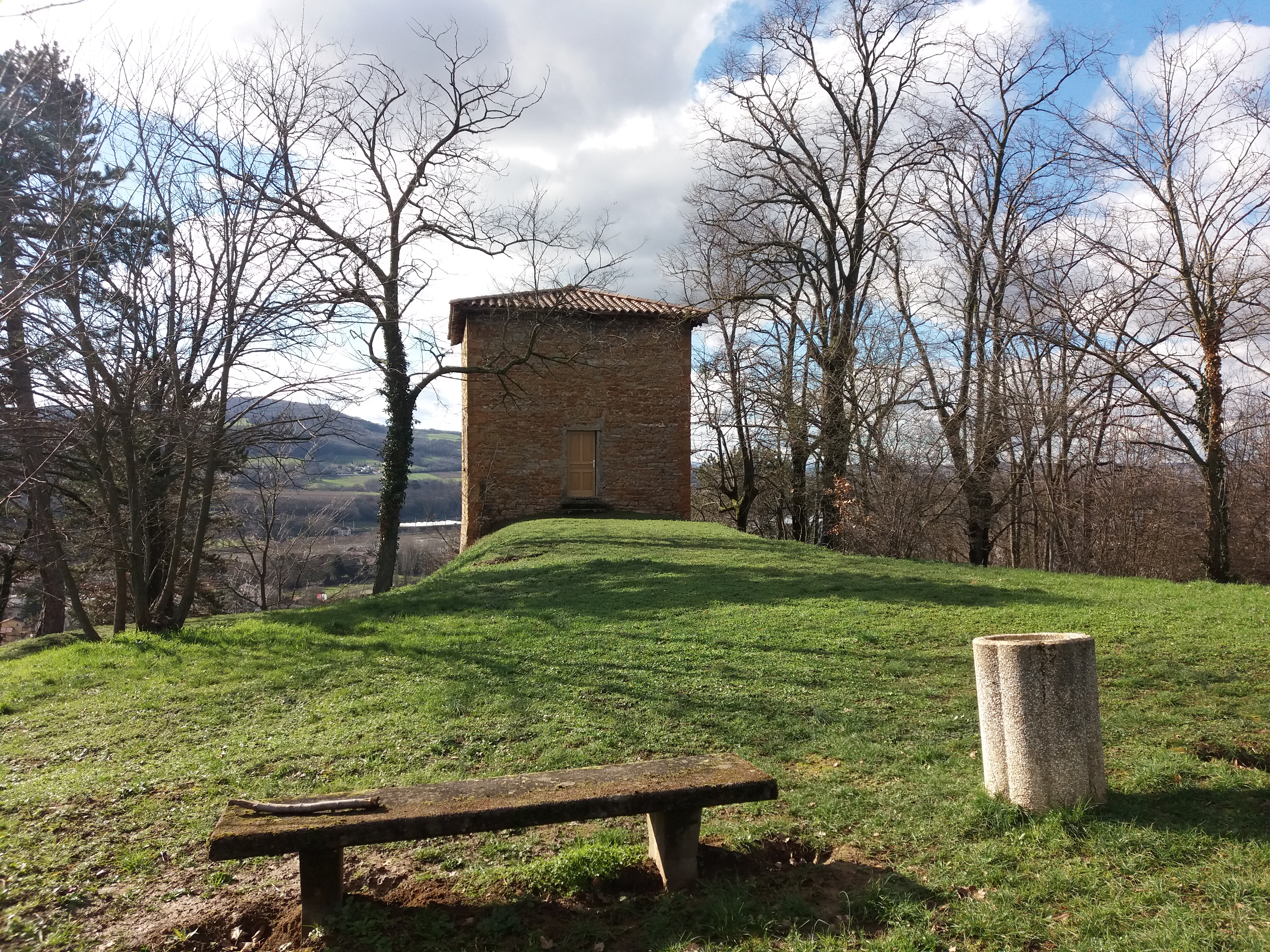
Tour devant la vallée.
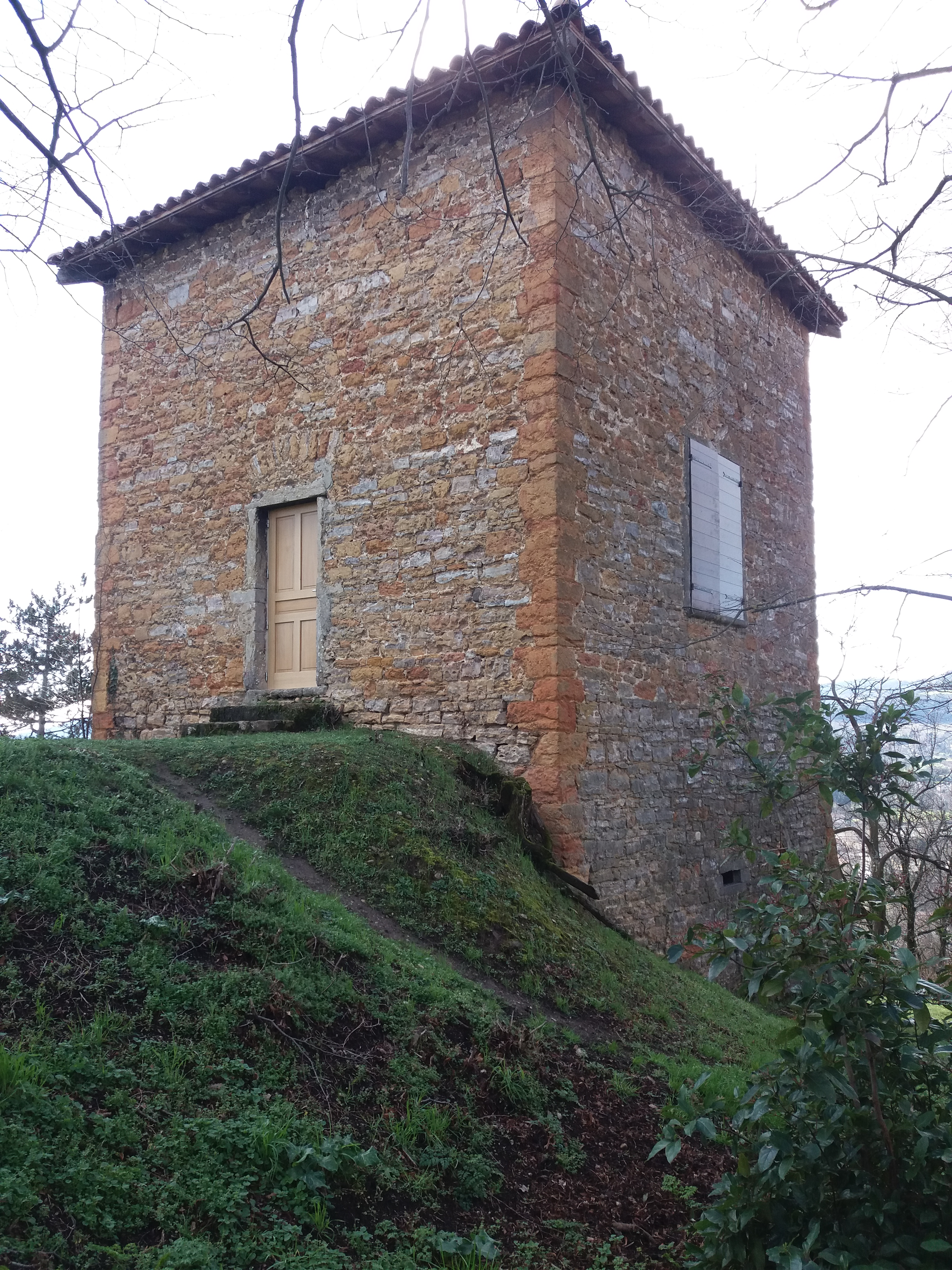
Côté nord.
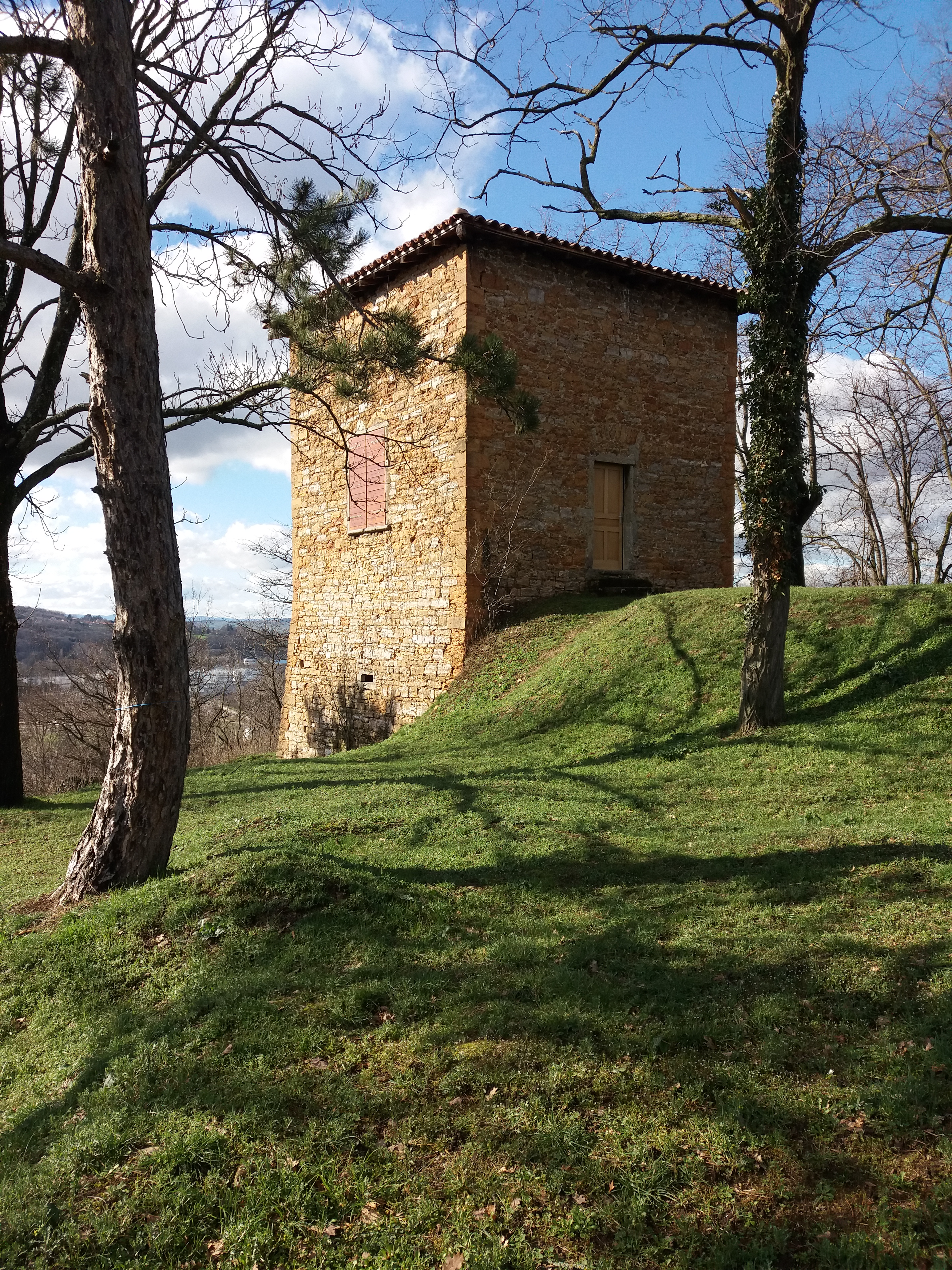
Côté est.

#### Institution Notre-Dame de Bellegarde
En 1826, le père Champagnat ouvre une école dans le bourg. En 1855, pour s'agrandir, l'Institut achète une propriété rue Gambetta sur le lieu-dit Bellegarde. L'année suivante ouvre ainsi le pensionnat de Notre-Dame de Bellegarde. En 1878 est édifié un campanile surmonté de la Vierge. Une chapelle est ajoutée en 1893 par l'architecte roannais Collet, élève de Pierre Bossan.

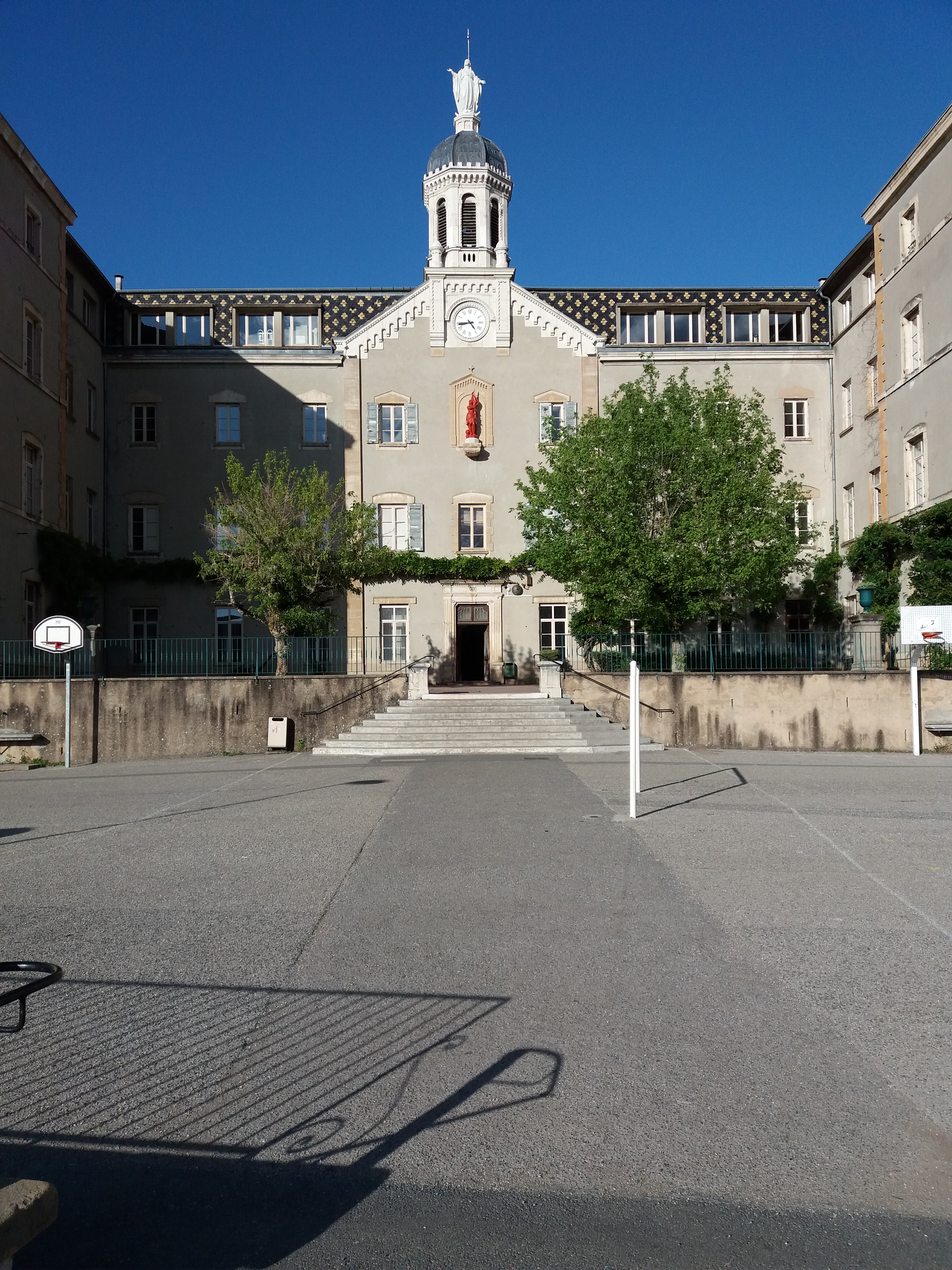
Campanile.
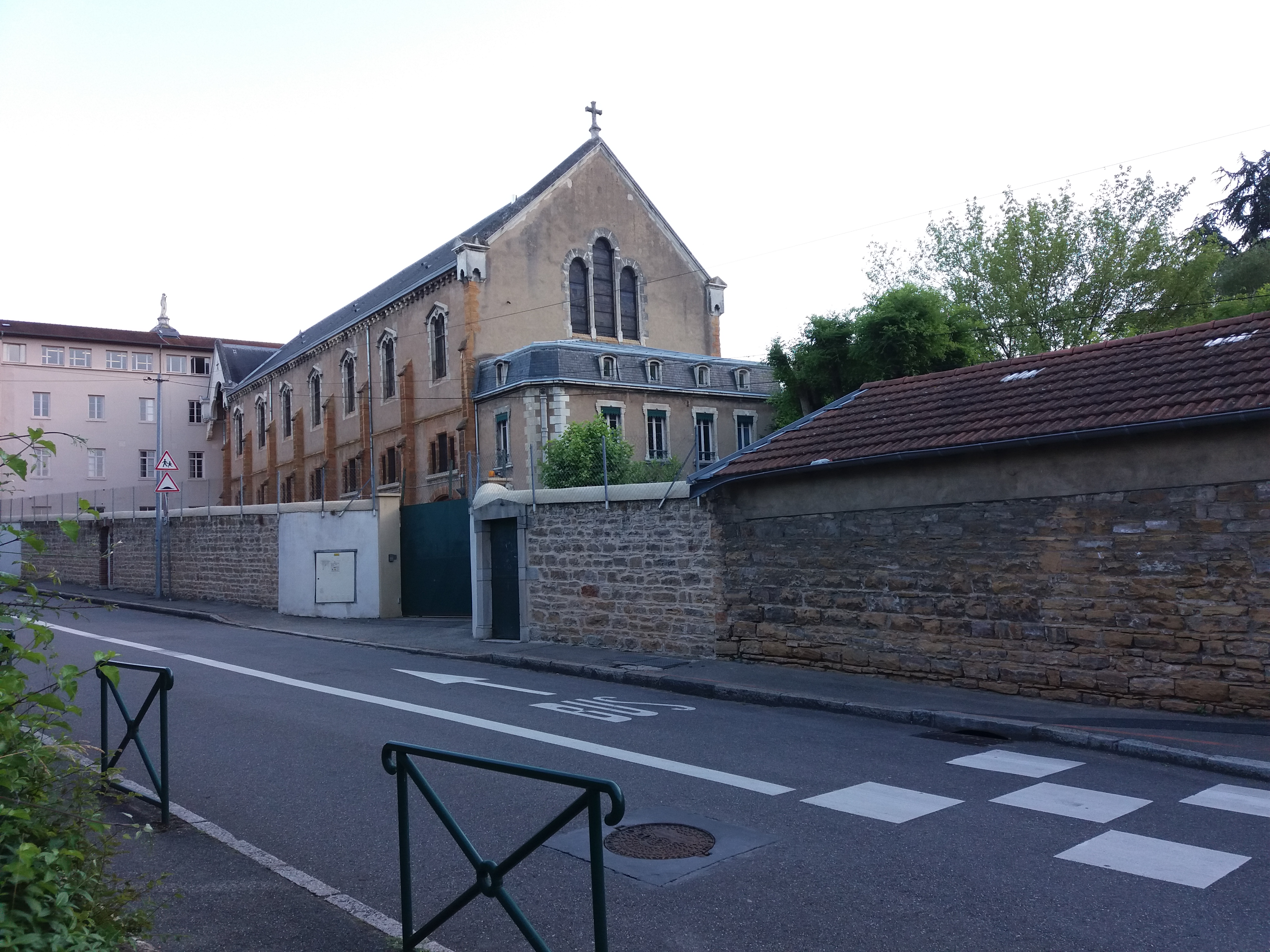
Chapelle.

#### Bâtiments disparus

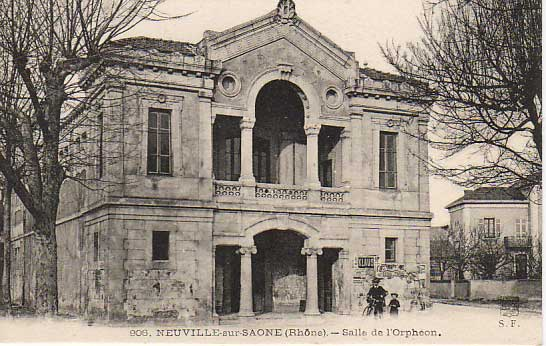
L'Orphéon, ancienne salle de concert.

L'Orphéon était une salle de concert d'inspiration égyptienne, dessinée et construite par Émile Guimet après avoir acheté le terrain en 1863. Elle a été démolie en 1976.

### Espaces verts et fleurissement
Le Vallon des Torrières, au nord-est de la commune, est classé « espace naturel sensible ». Dans le cadre du plan d’éducation au développement durable de la Métropole de Lyon, un sentier pédagogique jalonné de sculptures et de panneaux signalétiques en fait le tour. Plusieurs associations de protection de l’environnement sont associées à ce projet et proposent tout au long de l’année des animations pédagogiques à destination des scolaires ou du grand public.
En 2014, la commune de Neuville-sur-Saône bénéficie du label « ville fleurie » avec « une fleur » attribuée par le Conseil national des villes et villages fleuris de France.

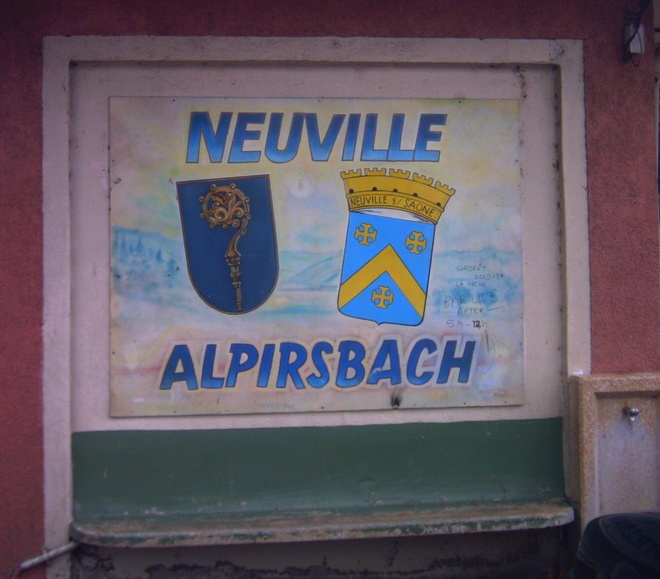
Les blasons de Neuville et Alpirsbach sur le kiosque du quai de Saône.

## Personnalités liées à la commune
- Camille de Neufville de Villeroy (1606-1693), archevêque de Lyon, seigneur de Vimy, à qui il a légué son nom.
- Antoine-Michel Perrache (1726-1779), ingénieur et artiste, coréalisateur des panneaux sculptés de l'église paroissiale.
- Jean-Baptiste Alix (1768-1848), militaire des XVIIIe et XIXe siècles, (probablement) né à Neuville.
- Émile Guimet (1836-1918), industriel lyonnais, bienfaiteur de la commune de Neuville.
- Jean France (1861-1937), commissaire de police à la Sûreté générale et auteur, né à Neuville.
- Auguste (1862-1954) et Louis Lumière (1864-1948), lyonnais, inventeurs du cinématographe, ayant tourné à Neuville un de leurs premiers films Le Débarquement du congrès de photographie à Lyon en 1895.
- Les frères Gabriel (1880-1973) et Charles Voisin (1882-1912), constructeurs d'avions et d'automobiles, qui, adolescents, ont habité Neuville et y ont fait leurs premiers essais de vol plané[59].
- Paul Mauriat (1887-1964), international de rugby à XV.
- André Ruplinger (1889-1914), homme de lettres lyonnais, dont la famille possédait (et possède encore) une propriété à Neuville.
- André Latreille (1901-1984), intellectuel, universitaire et historien lyonnais, décédé à Neuville où il passait toutes ses vacances.
- Jacques Chauviré (1915-2005), médecin et romancier neuvillois.
- Nora Berra (1963-), ancienne conseillère municipale de Neuville, a été membre du gouvernement et députée européenne (UMP).

### Héraldique
|  | Les armes de la commune de Neuville-sur-Saône se blasonnent ainsi : D'azur au chevron d'or accompagné de trois croisettes ancrées du même. |

Ces armes, empruntées à Camille de Neufville de Villeroy (1606 - 1693), ont été adoptées en 1890.
La devise des Villeroy « PER ARDUA SURGO » a été ajoutée en 1984 par la municipalité de Neuville. On peut traduire cette maxime latine par « Debout face à la tempête » ou encore « Je me dresse par passion ».